# Чорна смерть

Хронологія поширення пандемії «Чорна смерть» у Європі

«Чо́рна смерть» (також Чорний мор; англ. Black death; лат. Atra mors) — друга за історичним переліком пандемія чуми, яка почалася зі Східного Китаю та прокотилася Азією, Європою, частиною Африки у середині XIV сторіччя (1347—1353 роки). Збудником чуми є Yersinia pestis. Як вважають, збудником «Чорної смерті» став новий варіант чумної палички — medievalis. До цього у світі був поширений інший варіант anticus, який спричинив першу пандемію чуми (чума Юстиніана). Період від 1353 року до 1894 року не входить до цієї пандемії, хоча за цей час відбувалися окремі епідемії у різних географічних регіонах. 1894 року почалася третя пандемія чуми. Загальна кількість жертв «Чорної смерті» оцінюється від 75 до 200 млн осіб.
Бубонна чума є найпоширенішою клінічною формою чуми, і її не виділяють як окрему хворобу.

## Назви
Пандемія чуми, яка охопила у середині XIV століття величезні території, найвідоміша як «Чорна смерть» («чорний мор»). Інша поширена назва — «друга пандемія чуми», при цьому першою називають «Юстиніанову чуму», а третьою — пандемію 1894—1930 рр. («Портова чума»).
Сучасники ніколи не називали цю пандемію «Чорною смертю». У хроніках XIV століття зустрічаються вирази «величезна смертність» (сер.-англ. hyge mortalyte), «велика чума» (сер.-в.-нім. grosze Pestilentz) або навіть «велика небезпека» (ст.-ісп. peligro grande). Щодо виникнення сучасної назви висувають таку гіпотезу: коли у 1631 р. історик Іоанн Понтанус підшукував назву для пандемії XIV століття, він згадав про латинський вираз «чорна смерть» (лат. atra mors), яким у Стародавньому Римі Луцій Анней Сенека і деякі інші латинські автори називали чумні епідемії, і механічно приписав ту ж назву другій пандемії. Помилка полягала у тому, що латинський прикметник atra, який дійсно перекладається як «чорна», позначає не колір, а скоріше кількісне значення. Проте при перекладі європейськими мовами помилку підхопили. Першими це зробили шведи, коли у 1655 р. переклали назву праці Понтана як «Swarta döden», потім данці — «Den sorte Død», і, врешті, уся Європа, де до XVIII ст. назва «Чорна смерть» стала загальновживаною. Остаточно закріпив цей термін Юстус Геккер, який опублікував монографію під назвою «Die Schwarze Todt». Це видання з'явилось у Німеччині в час, коли там лютувала епідемія холери, і одразу привернуло загальну увагу.
Однак ця гіпотеза не єдина. Назву «Чорна смерть» часто пояснюють темно-багряними і чорними плямами, які досить швидко виступали на тілі хворих на чуму чи вкрай швидко з'являлися на трупі померлого від неї (трупні плями).

## Причини поширення чуми і високої летальності

### Екологічний фактор
XIV століття було часом глобального похолодання, яке прийшло на зміну теплому і вологому малому кліматичному оптимуму VIII—XIII ст. У Євразії зміна клімату була особливо різкою. Причини, які породили це явище, дотепер точно не встановлені, але частіше серед них називають знижену сонячну активність, яка, за припущеннями, досягла мінімуму наприкінці XVII ст., а також складну взаємодію між атмосферною циркуляцією і Гольфстримом у Північній Атлантиці.
Як і при Юстиніановій чумі вісьмома століттями раніше, «Чорній смерті» передували численні катаклізми. Документи і хроніки того часу донесли відомості про посуху і голод у Центральному Китаї, нашестя сарани в провінції Хенань, а потім про урагани і зливи, які вкрили у 1333 р. Ханбалик (нині Пекін). Все це, на думку науковців, призвело до широкомасштабної міграції гризунів ближче до місць проживання людей, а також до їхнього більшого скупчення, що у підсумку стало причиною поширення пандемії.
Клімат Європи став не лише холодним, але й нестійким; періоди підвищеної вологості чергувалися з посухами, скоротився вегетаційний період рослин. Якщо 1300—1309 роки у Європі були теплими і занадто посушливими, то у 1312—1322 рр. погода стала холодною і вологою, зливові дощі з 1314 р. повністю знищували врожай, що спричинило великий голод 1315—1317 рр.. Нестача харчів у Європі відчувалась аж до 1325 р. У 1331 р. по всій Південній і Західній Європі пройшли сильні зливи. У 1333 р. відбулось сильне виверження Етни на Сицилії. У 1342 р. — рясні снігопади взимку і сильні дощі влітку, поля Франції спустошені сильною повінню, а в Німеччині затоплено багато міст. У 1343 р. відзначено постійні дощі й повені. З 1345 р. по всій Європі період особливої вологості, який тривав ще кілька років, постійні неврожаї, нашестя сарани аж до півночі Німеччини та Балтії. В Англії все літо 1347 р. йшов безперервний дощ.
Постійне недоїдання, що призводило до загального ослаблення імунної системи, неминуче сприяло розвитку різних епідемій, у Європі того часу лютували трахома, пелагра і ксерофтальмія. Натуральна віспа, яка прокинулась наприкінці XII ст. після тривалої відсутності, досягла піку поширення незадовго до приходу чуми. У цей період епідемії натуральної віспи охопили Ломбардію, Голландію, Францію і Німеччину. Поширення прокази, яке відбулося у Європі ще з часів перших хрестових походів, набуло настільки катастрофічного розмаху, що церква була вимушена все збільшувати й збільшувати кількість спеціальних притулків, які отримали назву італ. lazaretti (лепрозорії). Усі ці фактори призвели до загального відчутного зниження імунітету населення, яке невдовзі стало жертвою чуми.

### Соціально-економічний фактор
Окрім екологічних передумов поширенню чуми сприяла і низка соціально-економічних факторів. До епідемій і голоду додались військові лиха: у Франції вирувала війна, пізніше названа Столітньою. В Італії ворогували між собою ґвельфи і ґібелліни, в Іспанії точилися внутрішні конфлікти і громадянські війни, частина Східної Європи була скорена Золотою Ордою. Бродяжництво, бідність і велику кількість біженців зі зруйнованих війною областей, пересування величезних армій і жваву торгівлю дослідники вважають тими значними факторами, які сприяли швидкому поширенню пандемії. До 1250 р. населення Європи досягло максимуму для тодішнього рівня промислового розвитку, і боротьба за ресурси призвела до величезної різниці між власниками і селянами. Нерівний розподіл багатства між багатими та бідними збільшився. Орендна плата підвищилися, а заробітна плата знизилася. Економічні умови бідних стали настільки тяжкими, що вони призвели до нульового приросту населення ще навіть перед пандемією. Безвихідна бідність населення посилила лиха чуми, тому що бідні з міст не могли тікати у сільську місцевість або сховатися в замку, як це робило дворянство. Бідні жили в переповнених будівлях в антисанітарних умовах і не могли ізолювати заразних хворих.
Необхідною умовою підтримування епідемії є висока щільність населення. У стиснутих зі всіх сторін фортечними мурами містах, за якими під час облоги ховалось також населення передмість, щільність населення була набагато більшою від того мінімуму, який необхідний для підтримування епідемії. Скупчення людей, які були вимушені мешкати в одній кімнаті або, у кращому разі, в одному будинку, при їхній неосвіченості щодо правил профілактики хвороб також було істотним фактором підтримання пандемії.
Що стосується особистої гігієни, за уявленнями того часу дбання про тіло вважали грішним, також існувала загальна думка, що занадто часте миття і пов'язане з ним споглядання власного тіла вводить у спокусу. «Здоровим і особливо молодим за віком слід митися якомога рідше», — попереджував про небезпеку Святий Бенедикт. Свята Агнеса взяла цю пораду настільки близько до серця, що за час свого свідомого життя не милася жодного разу.
Крім того, санітарний стан міст, за теперішніми критеріями, був жахливий. Вузькі вулиці були захаращені сміттям, нечистотами, яке викидали на дороги прямо з будинків. Філіп II Август, король Франції (1180—1223 рр.) одного разу знепритомнів біля розчиненого вікна свого палацу, коли вози, які проїжджали повз, розворушили нечистоти, які покривали поверхню вулиці біля палацу. Коли шар нечистот починав заважати руху, король або місцевий пан наказував його прибрати, чистота підтримувалась кілька днів, після чого все починалось з початку. Помиї виливали з вікон на прориту вздовж вулиці канаву, причому статути деяких міст спеціально зобов'язували господарів тричі попереджувати про це перехожих криком «Стережися!». У ту ж канаву стікала кров з боєнь, і все це потім опинялось у найближчій річці, з якої брали воду для пиття і приготування їжі.
 Про ступінь захаращеності та бруду, які панували в містах, можна судити вже по тому, що в середньовічному Парижі існували вулиці Лайнішня, Лайнова, вулиця Смердюча Лайном, і просто, без прикрас, вулиця Лайна і поряд з тим вулиця Сечі.((фр.), (хоча перекласти вірно назви вулиць важко)
Без сумніву свою роль зіграла величезна кількість чорних пацюків(явно достатня для утворення синантропних вогнищ чуми), а також настільки тісний контакт з ними, що в одному з чумних творів того часу наводиться спеціальний рецепт на випадок, «якщо кому пацюк обличчя вщипне або замочить». Поширенню чорних пацюків сприяли особливості середньовічної архітектури. Оскільки практично до XVIII ст. опорні конструкції для дахів у будинках виготовляли з дерева, а верх горищ — із суміші глини та соломи (саман), то створювалися оптимальні умови для життєдіяльності «хвостатих паразитів». У сільській місцевості в суцільно солом'яних дахах чорні пацюки із задоволенням селилися, тому їх також називали «покрівельними пацюками». Взагалі пацюки відрізняються найвищим ступенем екологічної пластичності, всеїдністю, легким пристосовуванням до різних умов проживання, колосальною плодовитістю. Самиця за рік здатна принести до 4 приплодів по 6—8, але іноді й до 17 пацючків у них. За рік один пацюк з'їдає 7—10 кг продуктів. Гризун здатний з'їсти за один присід їжі у півтора раза більше своєї ваги. Високий рівень обміну речовин дозволяє їм швидко переварювати таку кількість. Живучи поруч з людиною, пацюки харчуються всіма доступними харчовими продуктами, а також відходами, кормами худоби та птиці, часто фекаліями.

## Початок пандемії

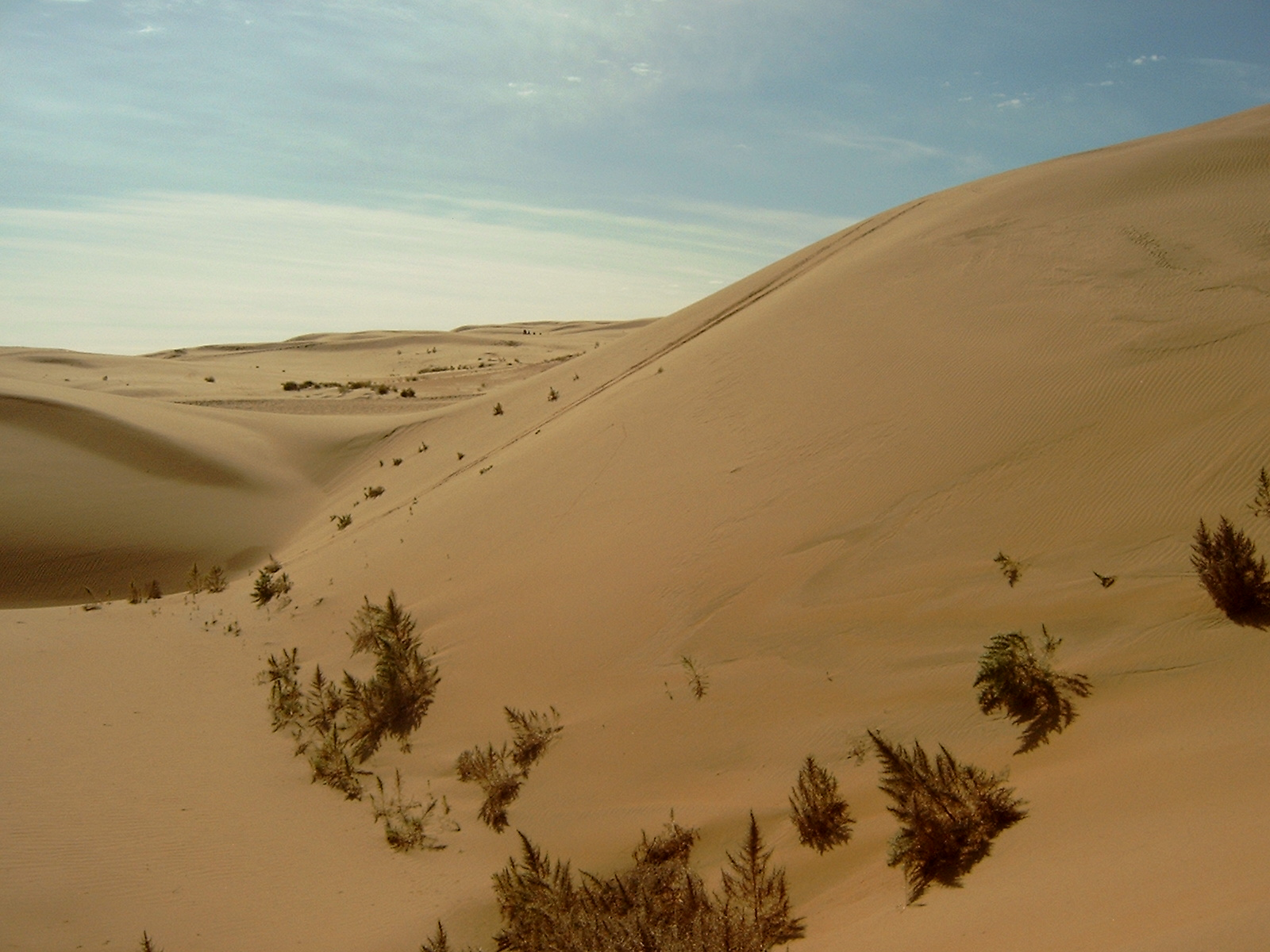
Місце зародження пандемії чуми — пустеля Гобі.

Друга пандемія чуми почалась, вочевидь, в одному з природних осередків у пустелі Гобі, неподалік від теперішнього монголо-китайського кордону. Тут, через відсутність їжі, зумовлену посухами і посиленням посушливості клімату, бабаки-тарбагани, пискухи та інші представники гризунів і зайцеподібних були вимушені залишити звичайні місця і переміститися ближче до людських помешкань. У скупченнях серед тварин розпочалась епізоотія; ситуація ускладнилась тим, що монголи м'ясо бабака (він мешкає у горах і степах, але відсутній в Гобі) вважають делікатесом, зимове хутро бабака також високо цінують, і тому на цих гризунів вели постійне полювання. У подібних умовах зараження ставало неминучим, і, врешті, маховик епідемії був приведений в дію близько 1320 року. Саме тоді караванники, які пересувались пустельними шляхами, помітили (а це було зафіксовано в літописних китайських джерелах) значний падіж гризунів.
Чуму з собою Великим шовковим шляхом несли війська і торговці. У зв'язку з тим, що шлях через Гобі йшов на Схід, спершу чума завдала удару по Китаю, де у 1331 р., згідно з китайськими джерелами, особливо постраждала провінція Хебей, у якій від неї померло до 90 % її мешканців. Ясніші документальні підтвердження датують також 1330 р., коли у хроніках вже починають згадувати про якусь «морову пошесть». Кристофер Етвуд вважає першим проявом чуми серію епідемій, що охопили Хенань починаючи з 1313 р., а пізніше спалах 1331 р. забрав до 90 % населення.
Вважають, що саме про Монголію розповів арабський історик Аль-Макризі, коли згадував про морову пошесть, «яка лютувала у шести місяцях кінного шляху з Тебриза… і триста племен згинуло без зрозумілої причини у своїх зимових і літніх таборах… і шістнадцять представників ханського роду померло разом з Великим Ханом і шістьма його дітьми. Так Китай зовсім знелюднів, в той час як Індія постраждала значно менше».
Ханом, про якого йшлося, можливо, був 28-річний Туг-Темур, який помер у вересні 1332 р. (роком раніше помер його старший син і спадкоємець Аратнадара, а на початку грудня 1332 р. — малолітній наступник Ірінджібал). Його попередник Єсун-Темур помер на чотири роки раніше, 15 серпня 1328 р., також від якоїсь хвороби. Історики вважають, що він міг бути однією з перших жертв «Чорної смерті». Втім, синологи звичайно не роблять такі висновки про причини цих раптових смертей.
Не пізніше 1335 року разом з купецькими караванами чума досягла Індії. Ібн аль-Варді також підтверджує, що перші п'ятнадцять років чума лютувала на Сході й лише після того дісталася Європи. Він дещо конкретизує її поширення територією Індії, говорячи про те, що «уражений був Синд» — тобто, за інтерпретацією Джона Еберта, пониззя Інду і північний захід країни, поблизу сучасного Пакистанського кордону. Епідемія знищила армію делійського султана Мухаммада Туґлака, яка можливо перебувала неподалік від Даулатабаду, сам султан захворів, але одужав. У «Кембриджській історії Індії» цю епідемію, однак пов'язують з холерою, хоча С. Скотт і Ч. Дункан вважають, що це була чума.
Ситуація з дослідженням «Чорної смерті» у східних країнах (і не тільки в них — див. Чума) ускладнюється передусім тим, що, говорячи про «морову пошесть» і «пошесну хворобу», давні хроніки не уточнюють її епідеміологічні прояви і, як правило, не містять відомостей, за якими можна визначити характер її клінічного перебігу. Зокрема, китайський епідеміолог У Ляньде, який склав список з 223 епідемій, що приходили до Китаю з 242 р. до н. е., не знайшов можливості з точністю визначити, про яку власне хворобу йшлося. Точні медичні описи проявів, що відповідають бубонній формі чуми, є, на його думку, лише у одному медичному трактаті, в якому йдеться про епідемію 1641—1642 рр. Поширення «Чорної смерті» в Азії залишається недостатньо вивченим і на початку XXI — аж до того, що лунають голоси скептиків, які стверджують, що Азія не була зовсім або була не великою мірою зачеплена пандемією.
В'єтнам і Корея, вочевидь, на той момент уникли чуми. Японія, яку пандемія обійшла стороною, ужахнулася. Відомо, що за імператорським наказом до Китаю була відправлена місія для того, щоб зібрати якомога більше інформації про нове лихо і навчитися з ним боротись. Натомість для Європи, те, що там відбувалось, залишалось далекими тривожними чутками, в яких реальність щедро розмальовувалась уявою. Так авіньйонський музикант Луїс Хейлінген писав друзям те, про що він дізнався від східних купців.
У Великій Індії… в перший день пройшов дощ із жаб, ящірок, змій, скорпіонів і подібних до них отруйних гадів, на другий в небі було видно блискавки і спалахи вогню упереміж з градом небаченої досі величини, і, нарешті, на третій день з неба зійшов вогонь і смердючий дим, який змив з лиця землі все, що ще залишалося живого серед людей і інших тварин, і спалив усі тамтешні міста до самої основи. …Далі слідував великий мор…, який вразив і всі країни навколо через сморідний вітер.

## Хроніка поширення чуми

Поширення «Чорної смерті» в Європі у 1347—1353 роках.

Неподалік від озера Іссик-Куль в Киргизстані знаходиться могильний камінь з написом, якій свідчить, що чума почала свій рух на Захід по караванних шляхах з Азії у 1338 р.
У 1346 році нотаріус з П'яченци Габріель де Мюссі начебто записав, що у Північному Причорномор'ї «вимерли незліченні племена татар від несподіваної і незрозумілої хвороби, що люди вмирають у три дні, покриваючись болісними виразками і плямами, і негайно чорніють після смерті». Сталася настільки масова загибель людей, що згідно з Джованні Бокаччо «вмерлими людьми не більше журилися, аніж тепер здохлою козою».
У 1346 р. після спустошення частини Великого степу (кочовище на півдні сучасної України) чума прийшла в Крим і поширилась у війську хана Золотої Орди Джанібека. Під час повторної облоги генуезької фортеці Кафа (сучасна Феодосія) в 1345—1347 роках військом Джанібека, генуезці відбивали атаки золотоординців досить успішно, допоки у військах татар не спалахнула епідемія чуми. Джанібек втратив половину свого війська. «…Кожен день гинули тисячі. У паху згустилися соки, потім вони загнивали, розвивалася гарячка, наставала смерть…». Кочівники стали закидати за допомогою метальних машин трупи рабів, загиблих від чуми, за фортечну стіну. У місті швидко спалахнула епідемія. Обидві сторони були виснажені епідемією і уклали перемир'я, після чого генуезці залишили зачумлене місто і відпливли з Криму на кораблях до Європи. На суднах ймовірно були хворі та пацюки з блохами, що переносили бактерії чуми. З ними чума начебто й поширилася до портів Середземномор'я.
Руський літописець у записі, датованому 1346 р., засвідчив: «Того ж лета казнь была от Бога на люди под восточною страной на город Орнач и на Хавторо-кань, и на Сарай и на Бездеж и на прочие грады во странах их; бысть мор силен на Бессермены и на Татары и на Ормены и на Обезы и на Жиды и на Фрязы и на Черкесы и на всех тамо живущих» (Воскр. лет., 210; цит. по Рихтеру А., 1814).
З Причорномор'я чума тоді ж поширилась й у саму Золоту Орду. У хроніках міста Тебриз у 1347 р. написано: «…подув сильний вітер, який розніс гниття по всій країні. Сморід незабаром досяг найдальших куточків, поширився по містах і наметах. Якщо це вдихали люди або худоба, через деякий час вони обов'язково вмирали». У 1346—1353 рр. практично усі міста Золотої Орди були спустошені. Значна частина населення перекочувала до пониззя Дону й Дніпра. Все це значно ослабило економічне й військове становище країни, прискорило занепад Золотої Орди.
Скоріше за все генуезькі біженці змогли недалеко поширити чуму — весною 1347 р. вона була зафіксована в Константинополі, а звідти поширилася на Балкани і узбережжя Анатолії. Візантійський історик Никифор Григора у 16-му томі своєї праці «Історія Візантії» так виклав ці події: «Близько цього часу опанувала людей тяжка чумоподібна хвороба, яка, рухаючись від Скіфії і від гирл Дунаю, панувала ще у першу весну. Вона залишалася весь цей рік, проходячи тільки по берегах, і спустошувала як міста, так і села, і наші, і все, які послідовно простягаються до Гада і Стовпів Геркулесових. Наступного року вона вирушила і до островів Егейського моря; потім вразила Родос, також Кіпр і жителів інших островів». Візантійський імператор Іоанн VI Кантакузин також вказував на те, що чума почалася навесні 1347 р. у «країні гіперборейських скіфів» (Таврія) і поширилася на Понт, Фракію, Македонію, Грецію, Італію, острови Середземного моря, Єгипет, Лівію, Юдею, Сирію.
Влітку 1347 р. хвороба дісталася до Єгипту, Сирії і Месопотамії, восени — до Італії (Венеція, П'яченца, Сардинія). Є думки, що саме тоді зрештою допливли до батьківщини генуезці, хоча це викликає значні сумніви. Жителі Генуї (згідно зі свідченнями Г. де Мюссе) не пустили корабель зі своїми хворими земляками. Він, начебто, був змушений пристати до Марселя. Дванадцять галер прибило до узбережжя Сицилії. І моровиця поширилася по Європі.
1 листопада 1347 р. спалах чуми відмічений у Марселі. Є легенда, що генуезці цілком не винні, вони по дорозі, мовляв, усі загинули, а якраз марсельські моряки занесли чуму після того, як в Середземному морі побачили корабель, над яким кружляла величезна кількість птахів. Французи наблизилися до нього і побачили, що весь екіпаж мертвий, а птахи клюють трупи людей, по палубі шастають чорні пацюки. Було також багато дохлих пацюків. Поки моряки допливли до Марселя, багато з них вже захворіли.
У січні 1348 р. «Чорна смерть» дійшла до Авіньйона, потім почалося поширення її по теренах Франції. В Авіньйоні смертність була так велика, що не було ніякої можливості ховати небіжчиків у землі. Тоді папа Климент VI освятив річку і урочисто благословив кидати в неї тіла померлих від чуми людей.
До початку 1348 р. чума вже поширилась по Іспанії, де загинули королева Арагону і король Кастилії. До кінця січня чумою були охоплені всі великі порти південної Європи, у Середземному морі плавали кораблі, повні трупів.
Навесні 1348 р. чума почалася у Гасконі, де від хвороби померла молодша донька короля — принцеса Жанна. Потім хвороба дісталася Парижа, де від неї загинула велика кількість людей, серед яких королеви Франції та Наварри. У липні чума поширилася на північне узбережжя цієї держави. Влітку 1348 року чума охопила вже всю Францію. З атлантичного її узбережжя, ймовірно з одним з кораблів, що доставляв бордоське вино, зараза тим же літом потрапила до Англії, у маленький порт графства Дорсет Веймут, практично повністю винищивши його мешканців. Протягом осені 1348 р. чума методично уражала одне південне графство за іншим. Дорсет і прилеглі графства майже вимерли, Пул був настільки спорожнілим, що зміг відродитися лише через століття. Духовенство і миряни Девона і Корнуола «лягали, подібно колоссям під серпом женця». Шотландія трималася до кінця року. Шотландці приписували нещастя сусідів їх слабкості, погрожуючи «брудною смертю Англії». Але коли вони зібралися в Селкіркському лісі, щоб розорити прикордонні англійські землі, «їх радість перетворилася на плач, коли каральний меч Господній … обрушився на них люто і несподівано, уражаючи їх не менше ніж англійців гнійниками і прищами» — записав англійський літописець. 1348 року настала черга Уельських гір і долин, потім чума досягла Ірландії, уразивши величезну кількість англійців, які проживали там. Вона ледве торкнулася самих ірландців, які проживали в горах і на гірських територіях, але і їх вона безжально і несподівано «знищила всюди найжорстокішим чином» у 1357 р.
Восени 1348 р. чума почалася в Норвегії, її туди нібито заніс вітрильник, команда якого вимерла від хвороби. Некероване судно було прибите хвилями до норвезького берега, де знайшлися кілька людей, які залізли на борт в розрахунку на поживу. Але на палубі вони зустріли лише напіврозкладені трупи і пацюків, які по них бігали. Огляд порожнього корабля призвів до того, що всі цікаві були заражені, а від них чума перекинулася далі. Але, найімовірніше, це красива легенда. Є вірогідніші відомості, що на кораблі з Англії усі були живі, але перебували, мабуть, заражені пацюки, оскільки перші випадки чуми в портовому місті Бергені йшли з бубонами.
От що писав сучасник пандемії Франческо Петрарка:
Рік 1348 був роком небачених лих. Тільки ченці, що гортали старі монастирські хроніки, могли вказати на щось подібне в давні часи. Немов грізне передвістя, їм передували землетруси в Італії та Німеччині. …Люди вмирали на полях, на дорогах, у лісах. Про них самих і про їх спорожнілі будинки, у яких нікого не залишилося в живих, знали тільки ворони. Позбавлені якої б то не було допомоги, немов прокляті людським суспільством, селяни щогодини чекали смерті та абсолютно закинули свої господарства. Ніхто не обробляв поля, не заглядав у виноградники і сади, домашні тварини йшли під ніж на вечерю, яка нерідко була останньою. А ті з них, кого пощадив ніж, бо рука господаря вже закостеніла, розбігалися і бездомні бродили по околицях. Чимало замків, що височіли над селами і зустрічали гостей скреготом підйомних мостів, сигналами труб варти, дзвоном дзвонів в каплицях, стояли тепер у мовчанні, і ніхто не знав, втекли звідти люди або померли.
У тому ж році охоплені чумою Голштинія, потім — Ютландія і Далмація, 1349 р. — Німеччина, а у 1350 р. — Польща.
Спостерігали небачене досі нашестя пацюків. За свідченнями хроністів того часу, ці істоти бродили величезними зграями і як ріки розливалися по вулицях середньовічних міст. Таке скупчення приводило до посиленого падежу і тисячі трупів залишалися на тротуарах, в будинках. Блохи від загиблих пацюків мігрували спочатку до домашніх тварин (швидко чума поширювалася в ті будинки, де були кішки, собаки тощо), а потім і до людей. Але бувало й так, що блохи від пацюків без посередників чіплялися до людей.
Продовжувала поширюватись «Чорна смерть» на Близькому Сході і півночі Африки. У 1348 р. загинули усі жителі між Єрусалимом і Дамаском. Заїжджі двори і чайхани були переповнені трупами, яких ніхто не прибирав. Тільки за один день квітня 1348 р. у Газі померло близько 22 тис. осіб. Смерть після весняної оранки охопила всі села навколо міста. Люди вмирали прямо за плугами. Загинула вся худоба. У Єгипті щодня вмирало від неї до 20 тис. фелахів. Рибальські судна залишалися на воді із загиблими рибалками, сіті були переповнені здохлою рибою. До січня 1349 р. Каїр перетворився на мертве місто. Перед воротами однієї з мечетей за два дні було зібрано 13 800 трупів. У 1349 р. зафіксовано спалах хвороби у Мецці, у 1351 р. — у Ємені.
У 1351 р. чума потрапила до Лівонії, у 1353 р. — до Ісландії й Гренландії.
Хвороба була занесена і до Московії у 1352 р. Літопис того часу: «Был мор зол в граде Пскове, началося из весны, на цветной неделе, тоже и до самыя осени, уже перед зимой преста. Сица же смерть бысть скора: хракнет человек кровью и на третий день умираша». А Новгородський літопис додає: «… мроша бо люди, мужи и жены, старыи и младыи, и дети, и попове, и чернци и черници». Жителі Пскова призвали на допомогу новгородського архієпископа, благаючи відвернути від їхнього міста страшну напасть. Прибулий священнослужитель сам був через кілька днів убитий чумою. Біля церков рили загальні могили-скудельниці, укладаючи в них аж до 50 трупів. Було спалено 11 «віщих жінок» оскільки думали, що це вони викликали мор. З Пскова чума перекинулася у Великий Новгород. Повністю вимерли Бєлоозерськ і Глухів. У Смоленську залишилося тільки 12 живих жителів. Зараза проникла по Десні до Чернігова і Києва. 1353 р. чума дісталася до Москви, де уразила багатьох жителів. Спочатку помер московський митрополит Феогност. Смерть глави церкви була поганою ознакою, яка передвіщала нові біди. Чума перекинулася і на великокнязівську сім'ю. Захворіли і померли два малолітніх сини великого московського князя Симеона Гордого. Потім прийшла черга і самого великого князя, його рідного брата Андрія. Багато тисяч людей загинули тоді у Великому князівстві Московському.
З нез'ясованих причин Литва разом з Чехією мало постраждали від «Чорної смерті». Судячи з усього, збереження населення і зробило їх на якийсь період найсильнішими державами Європи того часу. Чума тоді також обійшла стороною Наварру, частину італійської Ломбардії, Фландрію, Карпато-Дністровські землі. Завдяки цьому до середини XV століття населення Молдавії зросло у 2—3 рази, а число її містян збільшилося у 5—6 разів.

## Демографія пандемії
Точних цифр як про загальну чисельність населення у Середньовіччі, так і щодо смертності від «Чорної смерті» і наступних епідемій, не існує, хоча збереглося багато кількісних оцінок сучасників стосовно втрат окремих регіонів і міст, що дозволяє оцінити приблизну кількість жертв епідемії.
Як відзначають у «Кембриджській світовій історії хвороб», дослідники звичайно погоджуються при оцінці смертності в Європі та на Близькому Сході з цифрами між 30 і 50 % населення. Найсильніше від пандемії постраждала Центральна Італія, Південна Франція, Східна Англія і Скандинавія; відносно небагато жертв (менше 20 %) було в Мілані, Чехії та деяких областях Голландії, зовсім не було у Нюрнберзі. «Кембриджська енциклопедія палеопатології» наводить оцінку частини померлих у 25 % населення світу, чи 60 мільйонів осіб, включаючи третину населення Європи (15-25 мільйонів), 30-50 % населення Англії, дві третини (а може й уся половина) загиблих у Норвегії та Ісландії, до трьох чвертей у Парижі та Венеції.
Якщо говорити про Західну Європу, то В. Нейфі зазначає, що перший підрахунок числа жертв «Чорної смерті» був проведений за наказом папи Климента VI і показав цифру у 23,84 мільйона осіб — 31 % населення Європи. Британський історик Філіп Зіглер у роботі, яка вийшла 1969 року, оцінив смертність від пандемії у приблизно третину населення, що становило від 20 до 25 мільйонів осіб. Безліч населених місць вимерло поголовно. У Німеччині померло понад 1 200 000 людей; у Любеку протягом одного літа 1350 р. — від 80 до 90 тис.; у Відні в розпал цієї пандемії вмирало щоденно до 1 200 осіб. У Лондоні померло більше ніж половина його жителів (близько 120 тисяч).
У своєму дослідженні, опублікованому 1941 року, демограф Б. Ц. Урланіс відзначав, що високий рівень смертності передусім був притаманний містам, а не сільській місцевості, і 30-40 % смертності дають сьому-восьму частину населення Європи і двадцяту для Московії.
Автори робіт з епідеміології (Ш. Мартін і В. Нейфі) вказують, що між 1331 і 1351 роками пандемія забрала близько половини населення Китаю, і ще 15 % припало на загиблих від стихійних лих. Однак синологи, що посилаються на дані переписів, як правило, не відзначають такої величезної втрати населення. Вони підкреслюють, що населення Північного Китаю, яке переважно було зачеплене пандемією, вже до початку XIV століття значно скоротилось порівнюючи з населенням Південного Китаю, а відносно високу смертність у другій-третій чверті XIV століття пов'язують скоріше з голодом, чим з епідеміями.
Якщо в 1300 році середня тривалість життя в Європі становила 40 років, то до 1400 року цей показник досягнув ледь 20 років. Понад 200 років пройшло в Європі, перш ніж відновилася колишня чисельність населення. Брак робочих рук у Європі призвів до масового завезення рабів.

## Етіологія
Збудником чуми є грам-негативна бактерія Yersinia pestis, яка отримала назву за ім'ям свого першовідкривача Александра Єрсена. У харкотинні паличка чуми може зберігатися до 10 днів. На забруднених виділеннями хворого білизні та одягу вона зберігається тижнями, оскільки слиз і білок уберігає її від згубного впливу висихання. У трупах тварин і людини, що померли від чуми, вона виживає від початку осені до зими. Низька температура, заморожування і відтавання не знищує збудника. Згубними для Y. pestis є висока температура, сонячне випромінювання і висихання. Нагрівання до 60ºС вбиває даний мікроорганізм через 1 годину, до 100ºС — протягом декількох хвилин. Чутлива до різних хімічних дезінфекантів.
Детальніші відомості з цієї теми ви можете знайти в статті Чумна паличка.

## Епідеміологічні особливості

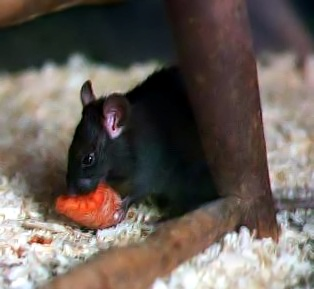
Чорний пацюк — основне джерело чуми у період «Чорної смерті».

### Джерело чуми
Чума є хворобою гризунів, хижаків, які на них полюють, рідше — сайгаків і верблюдів. Люди, у яких є легеневі ураження повітряно-крапельно з кашлем можуть передавати збудника до незаражених людей, таким чином, стаючи серйозним джерелом інфекції.
Чорний пацюк — природний хазяїн чумної блохи — вирізняється високою витривалістю і мобільністю, він здатний подорожувати на великі відстані у продовольчих запасах армій, фуражі чи харчових продуктах торговців, а також обмінюватись паразитами з місцевими популяціями гризунів, і, таким чином, продовжувати передачу хвороби.

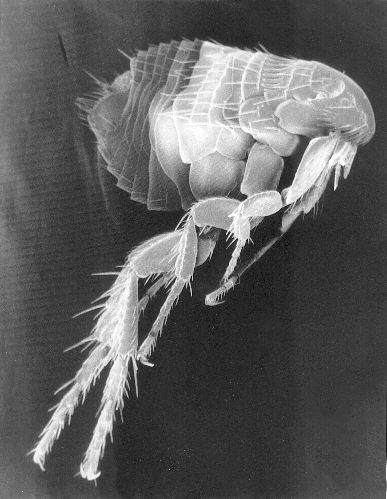
Блоха Xenopsylla cheopis — основний переносник чуми, зображення під сканувальним електронним мікроскопом

Головним механізмом передачі чуми у природі є трансмісивний, зараження відбувається через укуси блохами.
Природним переносником чуми є блоха Xenopsylla cheopis, яка паразитує на гризунах і відносно рідко кусає людей. У передшлунку інфікованої блохи чумні бактерії розмножуються в такій кількості, що утворюють буквально пробку (так званий «блок»), закриваючи собою отвір, чим змушують заражену блоху відригувати слизувату бактеріальну масу у ранку, яка утворюється, коли вона кусає гризуна або людину. Крім того, помічено, що заражена блоха через те, що ковтання відбувається важко і до шлунку потрапляє істотно менше крові ніж звичайно, змушена кусати частіше і пити кров більш завзято.
Блоха Xenopsylla cheopis здатна обходитися без їжі до шести тижнів і, у крайньому разі, підтримувати своє життя висмоктуючи соки з черв'яків і гусениць, — саме цими особливостями і пояснюють її проникнення в європейські міста. Перебуваючи у багажі чи сідельній сумці, блоха могла дістатися до наступного караван-сарая, де знаходила собі нового господаря, і епідемія робила крок уперед; швидкість просування епідемії становила близько 4 км за добу.
Чумна блоха віддає перевагу, за словами англійського дослідника Джона Келлі, «пацючій дієті», але, коли в результаті розгулу епізоотії залишається без хазяїна, вона змушена задовольнятися людською кров'ю, аби не померти від голоду. Звичайно миша або пацюк несе на собі від шести до дванадцяти паразитів, але в результаті масової смертності гризунів на небагатьох з тих, що вижили, бліх накопичується дедалі більше; так, під час однієї з епізоотій в Колорадо на одній тварині їх було виявлено декілька сотень. Більшість тваринних бліх не настільки специфічні, можуть мешкати крім основного господаря і на шкірі інших видах тварин. Але у 2015 році науковці з Університету Осло, які провели ґрунтовне дослідження перебігу цієї пандемії, на основі математичного моделювання локальних епідемій під час «Чорної смерті» зробили висновок, що принаймні більшість з них в Європі мали розвиватися і підтримуватися не через тваринних переносників, а людських бліх.
Детальніші відомості з цієї теми ви можете знайти в статті Блохи.
Окрім цього люди можуть заражатися чумою аліментарно, споживаючи погано термічно оброблене м'ясо заражених тварин, контактно — через пошкодження шкіри, отримані під час білування заражених тварин, зняття з них шкіри тощо.
Детальніші відомості з цієї теми ви можете знайти в статті Чума.

## Патогенез
Детальніші відомості з цієї теми ви можете знайти в статті Чума.

## Клінічні прояви

### У сучасній медицині
З урахуванням способу зараження, локалізації і поширеності захворювання нині виділяють такі клінічні форми чуми (згідно з МКХ10):
- Бубонна чума;
- Целлюлярно-шкірна чума;
- Легенева чума;
- Чумний менінгіт;
- Септична чума;
- Інші форми чуми;
- Чума неуточнена;

Інкубаційний період чуми варіює від декількох годин до 9 діб (тільки у вакцинованих).
Під час бубонної чуми збудник проникає в кров з укусом блохи. На першому ж захисному рубежі (в регіонарних лімфатичних вузлах) його захоплюють лейкоцити. Чумні палички пристосовані до розмноження у фагоцитах. Через це лімфатичні вузли втрачають свою захисну функцію і перетворюються на фабрику створення чумних бактерій. У самому лімфатичному вузлі розвивається гострий запальний процес, до якого залучаються його капсула і навколишні тканини. Внаслідок цього, на другий день захворювання, утворюється велике болісне затвердіння — первинний бубон (запалення групи лімфовузлів). Лімфогенно збудники можуть проникати у лімфатичні вузли поблизу, формуючи вторинні бубони першого порядку.
Легенева чума є найнебезпечнішою формою захворювання. Вона може виникнути або як результат ускладнення від бубонної чуми, або при зараженні повітряно-крапельним шляхом. Хвороба також розвивається швидко.. Бактерії та їхні токсини руйнують стінки альвеол. Хворий починає поширювати збудника чуми повітряно-крапельним шляхом. Первинно-легенева чума виникає при повітряно-крапельному шляху зараження, вона характеризується тим, що первинний процес розвивається в альвеолах. У клінічній картині характерним є швидкий розвиток і прогресування дихальної недостатності.

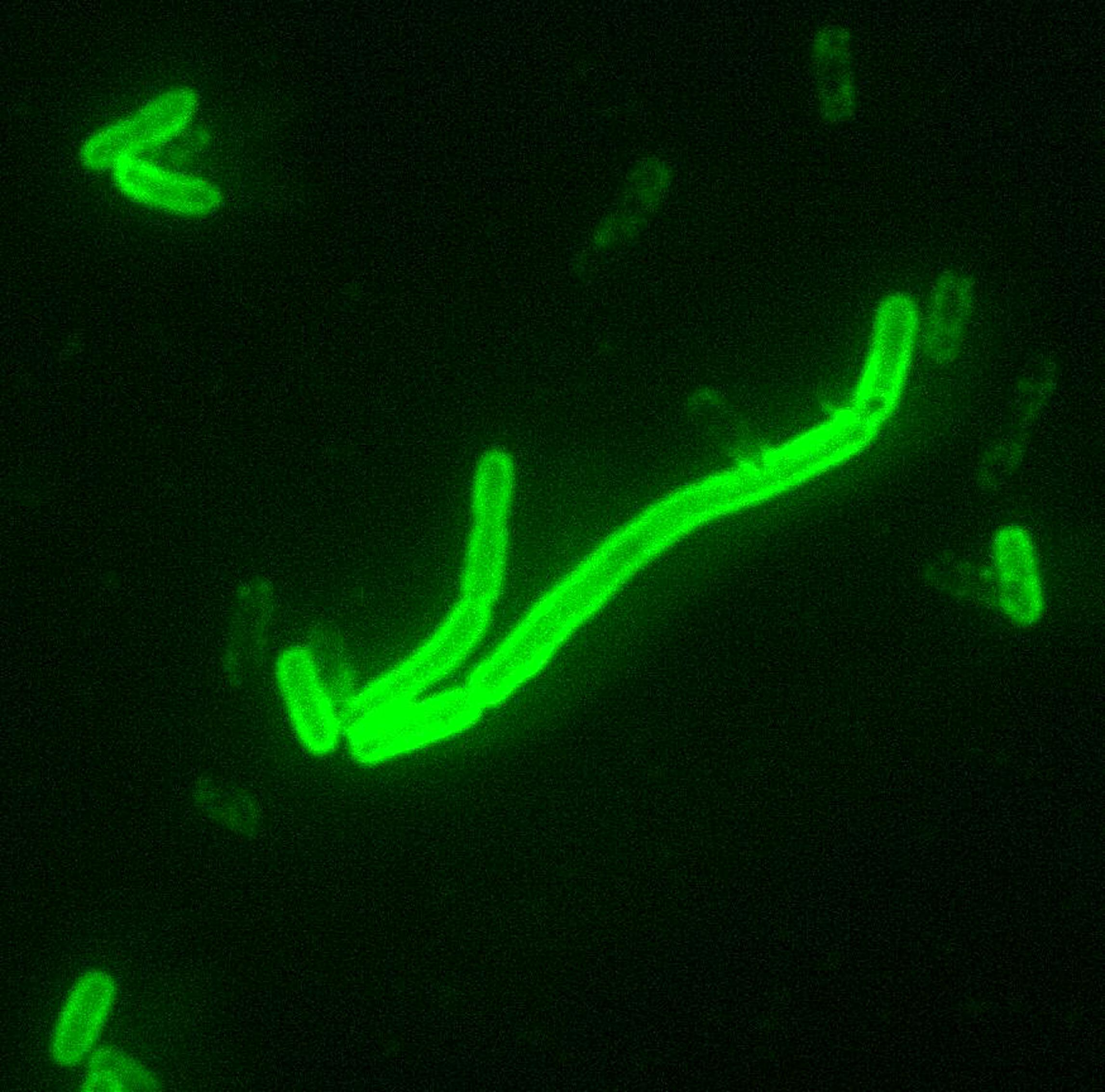
Паличка Y. pestis при флюоресцентній мікроскопії, 200-кратне збільшення.

Професор Брауде так описує поведінку і вигляд хворого бубонною чумою в перші дні хвороби:
|  | Зовнішній вигляд хворого, його поведінка, стан психіки і моторика одразу звертають на себе увагу і послужили підставою для виникнення народного поняття про «очманілість». Різка гіперемія обличчя, його одутлість, різка гіперемія слизових очей («очі розлюченого бика») і верхніх дихальних шляхів з невеликою іктеричністю доповнюють картину збудження. |

Обличчя хворого на чуму отримало латинську назву facies pestica, за аналогією з терміном facies Hippocratica (маска Гіппократа), який означає обличчя людини, яка помирає.
При потраплянні збудника у кров (з бубону чи за первинно-септичної форми чуми) вже через декілька годин після початку захворювання з'являються крововиливи на шкірі та слизових оболонках, які надалі мають досить темне забарвлення.
Детальніші відомості з цієї теми ви можете знайти в статті Чума.

### В описах XIV століття

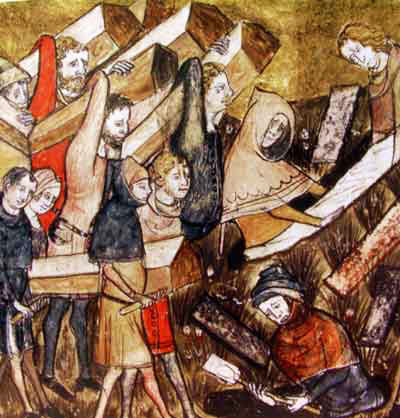
Похорон жертв чуми в місті Турне. («Хроніки Жиля Лі Муізіса» (1272—1352 роки), настоятеля монастиря Святого Мартіна Праведника. Зберігається у Королівській бібліотеці Бельгії).

Опис клінічних проявів чуми у хворих в період другої пандемії дійшов дотепер у тому ж багатоцитованому іншими авторами манускрипті Г. де Мюссі, «Історії» Іоанна Кантакузина, творів Никифора Григорія, Діонісія Колле, арабського історика Ібн аль-Хатіба, Де Гіня, Джованні Боккаччо та інших науковців і письменників того часу.
Згідно з їх твердженнями, чума проявлялась насамперед у «безперервній гарячці» (febris continuae). Хворі вирізнялись підвищеною дратівливістю, билися і марили. Джерела розповідають про «хворих, які скажено кричать з вікон»: на думку Джона Келлі, інфекція уражала центральну нервову систему. Збудженість змінювало відчуття пригніченості, страху і туги, був біль в області серця. Дихання хворих було коротким і переривчастим, часто змінювалось кашлем з кровохарканням або гнійним харкотинням. Сеча і кал набували чорного забарвлення, кров темнішала до чорноти, язик висихав та іноді, після кривавого блювання, також вкривався чорним нашаруванням. У багатьох випадках, вже наприкінці першої доби або на початку другої, виникали два досить характерних прояви, а саме: своєрідне біле обкладання язика («порцеляновий язик») і «розлад мови». Відзначали, що у чумних хворих «вимова невиразна і незрозуміла, язик як би прикушений або примерзлий, або як у п'яного». На тілі з'являлись чорні та сині плями (петехії), бубони, карбункули. Особливо вражав сучасників дуже поганий запах, що тхнув від хворих.
У Бокаччо в «Декамероні» є таке:
… наприпочатку хвороби набігали в чоловіків, як рівно і в жінок, у паху або попід руками такі пухлини, убільшки часом з добре яблуко чи яйце, котрі більші, а котрі менші: простий люд називав їх ґулями. Невдовзі обкидало тими смертяними ґулями все тіло, а далі прикмети недуги одмінялися в чорні або синяві плями, що в багатьох виступали на руках і на стегнах, та й на інших частинах тіла, у кого буйні та рідкі, а в кого дрібні та густі. Як спершу ґулі, так потім і плями … були нестеменною ознакою близької смерті… Рідко хто одужував, мало не всі помирали третього дня після появи вказаних прикмет, той раніше, той пізніше, здебільшого без гарячки чи ще чого такого.
Частина авторів також говорить про кровохаркання, яке розглядалось як ознака скорої смерті. Гі де Шоліак особливо відзначав цей симптом, називаючи «Чорну смерть» «чумою з кровохарканням».
У багатьох випадках чума перебігала у бубонній формі. Зокрема, вона була характерною для Криму, там Г. де Мюссі описав перебіг хвороби — вона починалась з кілкого болю, за яким наставав жар і з'являлись тверді бубони в паху та під пахвами. Наступним етапом була «гнильна гарячка», яку супроводжували головний біль і затьмарення свідомості, на поверхні грудної клітки з'являлись «пухлини».
Подібні симптоми мала чума в італійських містах, але тут до вищеперерахованого додавали носову кровотечу і свищі. Про кровохаркання італійці не згадують — виключення становить єдиний рукопис, відомий завдяки Лудовіко Мураторі.
В Англії чума проявлялась більше у легеневій формі, з кровохарканням і кривавим блюванням, причому хворий, як правило, помирав протягом двох діб. Те саме відзначили норвезькі хроніки, літописці Московії писали про чорні плями на шкірі, легеневі кровотечі.
У Франції, згідно з записами Шоліака, чума проявлялась в обох формах — в перший період свого поширення (два місяці) переважно в легеневій формі, хворий помирав на третю добу, у другий період — у бубонній, причому час життя збільшувався до п'яти днів.
Особливо жаху на середньовічних людей наганяла септична форма, що була характерна для Константинополя. Зовні до цього здорова людина при ній гинула того ж самого дня. Так, молодший син імператора Іоанна VI Кантакузина, Андронік, згас протягом трьох годин.

## Медичні заходи протидії

### Стан медицини у Середньовіччі

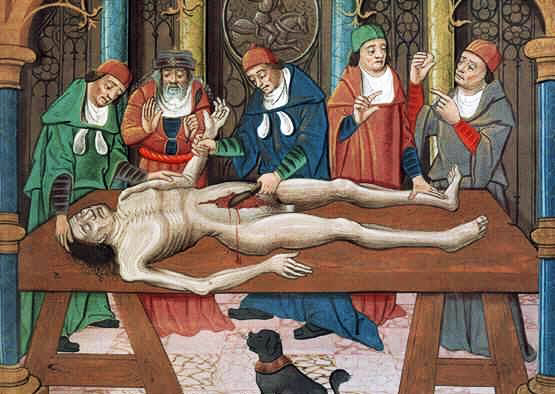
Розтин трупу. Через страх перед церквою лікарі вдавалися до подібної практики зрідка і таємно. Мініатюра. Франція, XV століття.

У часи «Чорної смерті» медицина в християнській Європі перебувала у глибокому занепаді. Багато в чому це було пов'язане з примітивно-релігійним підходом до всіх сфер знань. Навіть в одному з найбільших середньовічних університетів — Паризькому — медицину вважали другорядною наукою, оскільки ставила собі за мету «лікування тлінного тіла». Ілюстрацією цього може слугувати, окрім іншого, анонімна алегорична поема XIII століття про «Весілля семи Мистецтв і семи Чеснот». У цьому творі пані Граматика видає в шлюб своїх дочок — Діалектику, Геометрію, Музику, Риторику і Теологію, після чого до неї підходить пані Фізика (тодішня назва медицини у той час) і також просить знайти їй чоловіка, але отримує від Граматики недвозначну відповідь: «Ви не з нашої родини. Нічим не можу вам допомогти».
Лікар був тоді зобов'язаний вимагати від хворого відповіді, чи той сповідався і чи отримав причастя, і не надавати допомогу до того моменту, поки пацієнт не виконає свій релігійний обов'язок.
Анатомування мертвих тіл у більшості випадків було заборонене. Як припускають, також не віталось хірургічне втручання, що пояснювалось фразою, яка містилась, на думку багатьох істориків, у постановах Турського Собору 1163 року: «Церкві огидне кровопролиття». Талановиті медики постійно ризикували потрапити у поле зору інквізиції; особливе обурення корумпованої частини духовенства викликало й те, що лікарі мали авторитет і шану серед впливових осіб, відвертаючи на себе винагороди і милості, якими б з точки зору церкви мали нагороджуватися суто церковники. Один з медиків того часу писав:
Клірики як завжди юрбляться біля хворих, намагаючись зі всіх сил довести велику дієвість свого втручання, звернення до святих, реліквій, освячених свічок, обітниць, милостині та іншого праведного шарлатанства. Коли ж лікарю вдається отримати перемогу над хворобою, це приписується заступництву святих, обітницям і молитвам кліриків. Коли ж хворий помирає, винні у цьому, звісно ж, лікарі.

### Гіпотези про причини чуми і пропоновані заходи профілактики
Що стосується тогочасної науки про епідемічні хвороби, у ній боролися два основних напрямки. Перший, пов'язаний з ім'ям одного з останніх атомістів давнини, Тіта Лукреція Кара, вважав причиною їх виникнення деякі невидимі оку «насіння хвороби», або найдрібніші хвороботворні «скотинки» (Марк Теренцій Варрон), які проникали до організму здорової людини при контакті з хворим. Це вчення, що тримало назву вчення про контагії (тобто про зараження), в ті часи набуло подальшого розвитку вже після відкриття Антонія ван Левенгука. Як профілактичний засіб проти чуми «контагоністи» пропонували ізоляцію хворих і тривалі карантини.
Однак наявність або відсутність невидимих «чумних скотинок» вбачалось досить умоглядним; тим більше для лікарів того часу здавалась привабливою теорія «міазмів», створена великими умами давності — Гіппократом і Галеном — і розвинена пізніше «шейхом лікарів» Авіценною. У короткому переказі суть теорії можна звести до отруєння організму певною отруйною речовиною («пневмою»), яка виділяється з земних надр. В основі теорії лежало цілком здорове спостереження про згубність для людини випарів боліт та інших «нездорових місць» і прив'язаність певних захворювань до певних географічних пунктів. Звідси, на думку «міазматиків», вітер здатен розносити їх на величезні відстані, причому отрута може міститись й у повітрі, й отруювати собою воду, їжу і речі побуту, вторинним джерелом міазмів стає хворе або мертве тіло — що підтверджувалось під час чумної епідемії поганим запахом, який супроводжував захворювання, і трупним смородом. Втім, і тут лікарі розходились у розумінні, звідки з'являються отруйні випари. Якщо у давнину без сумнівів вважали їх причиною «телуричні» (тобто ґрунтові) виділення, у звичайному стані безпечні, які перетворює на смертельну отруту болотне гниття, то у Середньовіччі з'явились думки про апокаліптичного вершника—Смерті. На думку «міазматиків», припливний вплив планети пробуджує отруйні випари боліт.
Наявність міазми визначалась за запахом, але про те, якого типу повинен бути запах чуми, були діаметрально протилежні думки. Так, збереглись спогади про вітер, що доносив запах неначе з трояндового саду, після чого у найближчому місті, звісно ж, починалась епідемія. Але набагато частіше чумі приписували запахи різкі та сильні, так, в Італії вважали причиною епідемії величезного кита, викинутого хвилями на берег, який «поширив навколо себе нестерпний сморід».
Для боротьби з епідемією пропонувалось декілька простих засобів:
- Тікати з зараженої місцевості й у безпеці чекати кінця епідемії. Саме звідси походить знаменита середньовічна приказка «далі, довше, швидше», вигадана за переказом, відомим перським філософом і лікарем Абу Бакром Ар-Разі. Бігти треба було якнайдалі, якнайшвидше і залишатися далеко від зараженої місцевості достатньо довго, щоб остаточно переконатися, що небезпека минула. Лікарі радили перебиратися у «скромний будиночок [у селі], не схильний до вогкості, подалі від кладовищ, худобомогильників і брудної води, а також від городів, де росте цибуля порей, капуста чи інші рослини, на яких мають звичай осідати чумні міазми»[59].
- Очищення повітря у зараженій місцевості чи будинку. З цією метою через місто гнали стада, щоб дихання тварин очистило атмосферу (один з спеціалістів того часу приписував подібну здібність коням і тому радив своїм пацієнтам на час епідемії перебиратися жити до конюшні). Ставити блюдечко з молоком у кімнату померлого, щоб таким чином поглинати заразу. З такою ж метою у домах розводили павуків, здатних, відповідно до переконань того часу, адсорбувати розлиту у повітрі отруту; палили багаття на вулицях і обкурювали димом ароматних трав чи спецій. Для того, щоб розігнати заражене повітря, дзвонили у дзвони і стріляли з гармат. У кімнатах з цією з метою випускали літати невеликих пташок, які змахами крил провітрювали приміщення[60]. Вважали, що півнячий крик — перший засіб проти пошесті. Це кукурікання нібито змушує злякатися хворобу.
- Індивідуальний захист, який розуміли як створення певного буферу між людиною і зараженим середовищем. З огляду на те, що дієвість подібної буферної зони можна було визначити лише за допомогою власного нюху, її вважали доброю, якщо вдавалось зовсім ліквідувати чи принаймні ослабити «чумний запах». З цієї причини радили носити з собою і часто нюхати букети квітів, пляшечки з духами, запашні трави і ладан. У багатьох місцях при «пошесних хворобах» користувалися редькою, цибулею і часником, яких нібито боїться нечиста сила, що спричинює ці хвороби. Ці овочі носили на натільному хресті, у вузликах. У деяких регіонах з цією ж метою носили продірявлену мідну монету. Думали, що зміїна шкіра або засушена голова жаби вбереже від чумної гарячки. Носили на шиї ладанки із зашитими в них замовними травами. Радили також наглухо закривати вікна і двері, закривати вікна просоченою воском тканиною, щоб не допустити проникнення у будинок зараженого повітря[61]. Втім, іноді пропонували забивати чумний сморід смородом ще більшим — рецепти подібного ґатунку були часом підказані відчаєм і безпорадністю. Так, кримські татари розкидали по вулицях трупи собак, європейські ж лікарі радили тримати у будинках козлів[62]. Давали навіть рекомендації подовгу затримуватись у відхожому місці й вдихати тамтешні запахи, оскільки були спостереження, що чистильники відхожих місць менше страждають від чуми. Подібні пропозиції, втім, викликали протест вже у тодішніх спеціалістів, які вказували, що подібне «є огидним у звичайній ситуації, і складно очікувати, щоб воно допомогло під час епідемії»[63].

Лікарі радили утримуватися від вживання в їжу домашніх і диких водоплавних птахів, харчуватися супами і бульйонами, не спати після сходу сонця і, зрештою, утримуватись від сексу з жінками, а також (пам'ятаючи про те, що «подібне притягає подібне») утримуватись від думок про смерть, і від страху перед епідемією будь-що зберігати бадьорий настрій.

### Лікування
Найрозумніші люди Середньовіччя не помилялись щодо можливості лікування чумних хворих. Арсенал середньовічного лікаря, що складався з ліків на рослинній чи тваринній основі, а також хірургічних інструментів, був зовсім безсилий проти епідемії. «Батько французької хірургії» Гі де Шоліак називав чуму «принизливою хворобою», якій лікарі не могли нічого протиставити. Франко-італійський лікар Раймонд Шален ді Вінаріо не без сумного цинізму відзначав, що «не може засуджувати лікарів, що відмовляють у допомозі чумним, оскільки ніхто не бажає попрямувати за своїм пацієнтом». Крім того, з посиленням пандемії і зростанням страху перед чумою дедалі більше медиків також тікали у намаганні знайти порятунок, хоча цьому можна протиставити і справжні приклади відданості своїй справі. Наприклад, Шоліака від втечі втримав лише «острах безчестя», а ді Вінаріо усупереч власній пораді залишався на місці та помер від чуми у 1360 році.

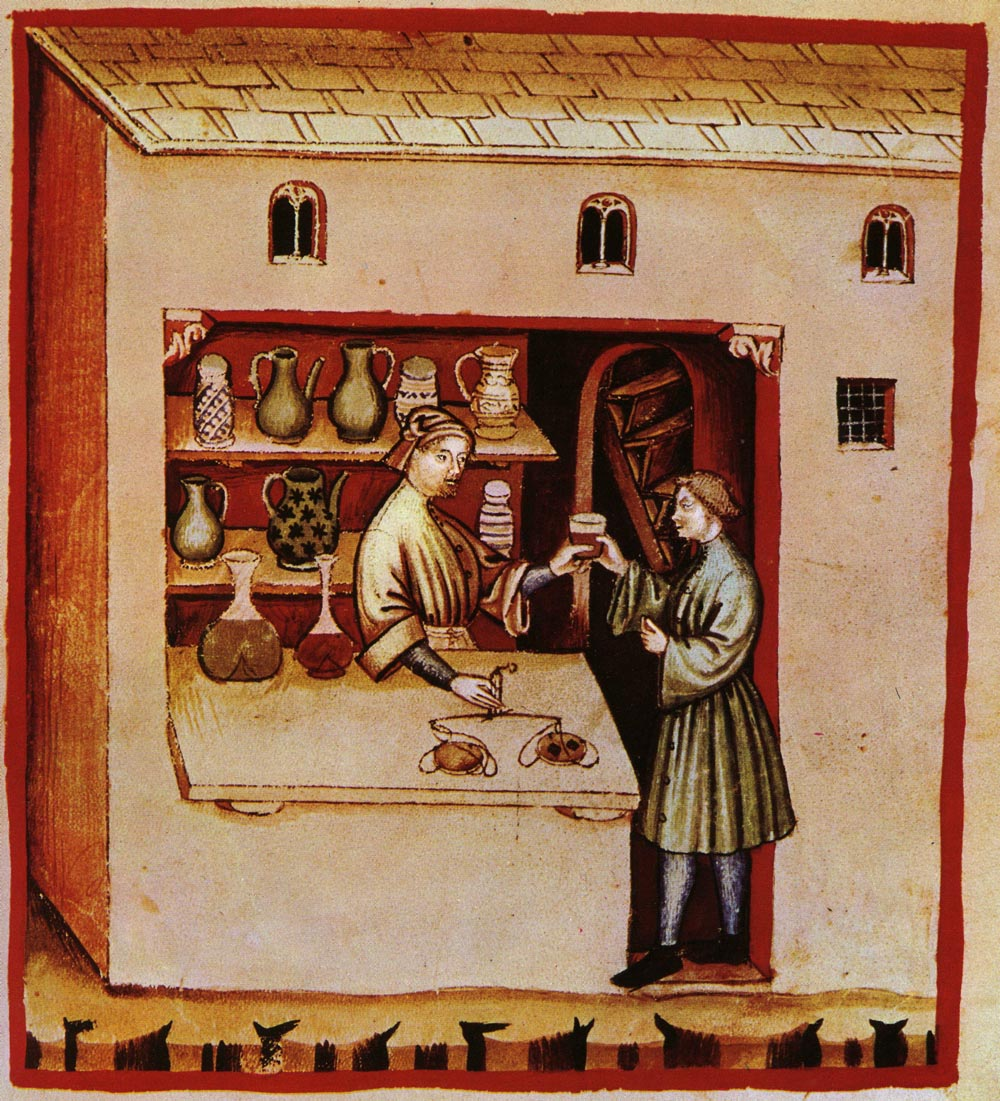
Аптека. Мініатюра з Tacuinum sanitatis, середньовічного трактату про здоров'я. XIV століття.

Клінічна картина чуми з точки зору медицини XIV століття мала такий вигляд: міазми, що проникли до організму, породжують в області серця наповнений отрутою бубон чи фурункул, який потім проривається і отруює кров.
Спроби лікування все ж робились, хоч і вкрай малоефективні. Знаменитий французький хірург Гі де Шоліак, з 1342 р. лікар римських пап в Авіньйоні, залишив докладний опис чуми в Авіньйоні 1348 р., яка тривала 7 міс. Допомагаючи хворим (а Шоліак розкривав чумні бубони і припікав їх розжареною кочергою), він сам заразився і хворів шість тижнів. Йому вдалося вилікувати себе тільки за допомогою ліків складного складу з 20 різних речовин, серед яких основними вважали ароматичні трави та дорогоцінні камені, що призвело до змін його уявлення про лікування чуми.
Вважаючи чуму отруєнням, її намагались лікувати наявними на той момент протиотрутами, зокрема, так званим «французьким теріаком», до бубонів прикладали сушених жаб і ящірок, здатних відповідно до поширених уявлень витягувати з крові отруту, з цією ж метою використовували дорогоцінне каміння, зокрема, розмолотий у порошок смарагд.
У XIV столітті, коли наука ще тісно перепліталась з магією і окультизмом, а багато аптек складали рецепти за правилами «симпатії», тобто уявного зв'язку людського тіла з тими чи іншими об'єктами, діючи на які, ніби можна було вилікувати хворобу, численними були випадки шарлатанства чи щирої омани, які мали найбезглуздіші результати. Наприклад, прибічники симпатичної магії намагались витягнути хворобу з тіла за допомогою сильних магнітів. Результати такого лікування невідомі, проте навряд чи вони були задовільними.
Найбільш раціональним вбачали підтримувати сили хворого добрим харчуванням і зміцнювальними засобами і чекати, щоб організм сам поборов хворобу. Але випадки одужання у часи пандемії Чорної смерті були поодинокими і майже всі припали на кінець пандемії.

### Чумні лікарі
У цих умовах сеньйори чи міста оплачували послуги спеціальних «чумних лікарів», обов'язками яких було залишатися у місті до кінця епідемії і лікувати тих, хто став її жертвою. Як правило, за цю невдячну і вкрай небезпечну роботу бралися посередні медики, нездатні знайти для себе кращого, або юні випускники медичних факультетів, що намагались заробити собі ім'я і статки швидким, але вкрай ризикованим шляхом.
Вважають, що перших чумних лікарів найняв папа Климент VI, після чого ця практика була поширена по всій Європі.
Для захисту від «міазмів» чумні лікарі носили маску з дзьобом (звідси їх прізвисько під час пандемії «дзьобаті лікарі», фр. docteurs à bec), що потім стала знаменитою. Маску, яка спершу закривала тільки обличчя, але після повернення чуми у 1360 році почала закривати повністю голову, виготовляли зі щільної шкіри, зі склом для очей, причому у дзьоб вкладали квіти і трави — трояндові пелюстки, розмарин, лавр, ладан тощо, які мали захищати від чумних «міазмів». Для того, щоб не задихнутися, у дзьобі робили два невеликих отвори. Щільний костюм, як правило, чорного кольору, також виготовляли зі шкіри чи навощеної тканини. Він складався з довгої сорочки, що спадала до п'ят, штанів і високих чобіт, а також пари рукавичок. У руки чумний лікар брав довгу палицю — її використовував для того, щоб не торкатися пацієнта руками і, крім того, розганяти на вулиці роззяв, якщо такі трапляться. На жаль, цей попередник сучасного протичумного костюму рятував не завжди, і багато лікарів гинули після спроб надати допомогу своїм пацієнтам, адже збудник міг потрапити повітряно-крапельним шляхом через отвори у дзьобі.
Як додатковий захист чумним лікарям радили «гарний ковток вина зі спеціями»; як часто буває в історії, супутником трагедії був фарс: зберігся характерний анекдот про групу кенігсберзьких лікарів, які так перестаралися з дезінфекцією, що були заарештовані за п'яне бешкетування.

## Адміністративні заходи протидії
«Венеційці як свині, зачепи одну, всі скупчаться разом і кинуться на кривдника», — відзначав хроніст. Справді, Венеція на чолі з дожем Андреа Дандоло була першою, і якийсь час єдиною з європейських країн, яка зуміла організувати своїх громадян, щоб уникнути хаосу і мародерства, і, разом з тим, наскільки це було можливо, протидіяти розгулу пандемії чуми.
Першочергово, 20 березня 1348 року, наказом венеційської ради, у місті була організована спеціальна санітарна комісія з трьох венеційських дворян. Човни, які входили до гавані, було приписано оглядати, і, якщо були знайдені «іноземці, що ховаються», хворі чумою або мерці, — корабель негайно спалювати. Для ховання померлих був відведений один з островів у венеційській лагуні, причому могили мали рити глибиною не менше півтора метри. Починаючи з 3 квітня і аж до кінця пандемії, день у день спеціальні похоронні загони мали пропливати всіма венеційськими каналами, криком «Мертві тіла!» вимагаючи від населення видавати їм своїх померлих для захоронення. Загони щодня були зобов'язані відвідувати всі лікарні, притулки і просто збирати померлих на вулицях. Кожному венеційцю належали останнє напутнє слово місцевого священика і поховання на чумному острові, який отримав назву Lazaretto — на думку Джона Келлі, за назвою найближчої церкви Святої Діви Назаретської, а за припущенням Йоганна Нола — від монахів Святого Лазаря, що ходили за хворими. Тут же відбували сорокаденний карантин ті, хто прибув зі Сходу або з інших зачумлених місць, тут також мали залишатися протягом сорока днів їх товари — термін був обраний на пам'ять про сорокаденне перебування Христа у пустелі.
Для підтримування порядку у місті була заборонена торгівля вином, зачинені всі трактири і таверни, будь-який торговець, спійманий на злочині, втрачав свій товар, причому належало негайно вибивати дно у бочок і зливати весь їхній вміст прямо у канали. Заборонили азартні ігри, виробництво гральних кісток. Зачинили борделі, своїх коханок чоловікам належало негайно відсилати геть, або так само негайно одружуватися з ними. Щоб знову населити опустіле місто, були відкриті боргові в'язниці, пом'якшене законодавство про боргові виплати, боржникам-утікачам було обіцяне прощення у разі, якщо вони погодяться сплатити одну п'яту необхідної суми.
З 7 серпня, щоб уникнути можливої паніки, заборонили траурний одяг і тимчасово скасували давній звичай виставляти біля порогу будинку труну з померлим і оплакувати його всією родиною на очах у перехожих. Навіть у той час, коли пандемія досягла свого максимуму і смертність становила 600 осіб на добу, дож Андреа Дандоло і Велика Рада залишалися на своїх місцях і працювали далі. 10 червня чиновникам, які втекли з міста, належало протягом наступних восьми днів повернутися у місто і знову розпочати роботу, тим, хто не підкорився, погрожували звільненням. Всі ці заходи дійсно сприяли порядку у місті, і надалі досвід Венеції перейняли всі європейські держави.
Але деякі попереджувальні міри були введені у Венеції пізніше.
Детальніші відомості з цієї теми ви можете знайти в статті Карантин.

## Чума в офіційній і народній релігії

### Католицька церква і чума

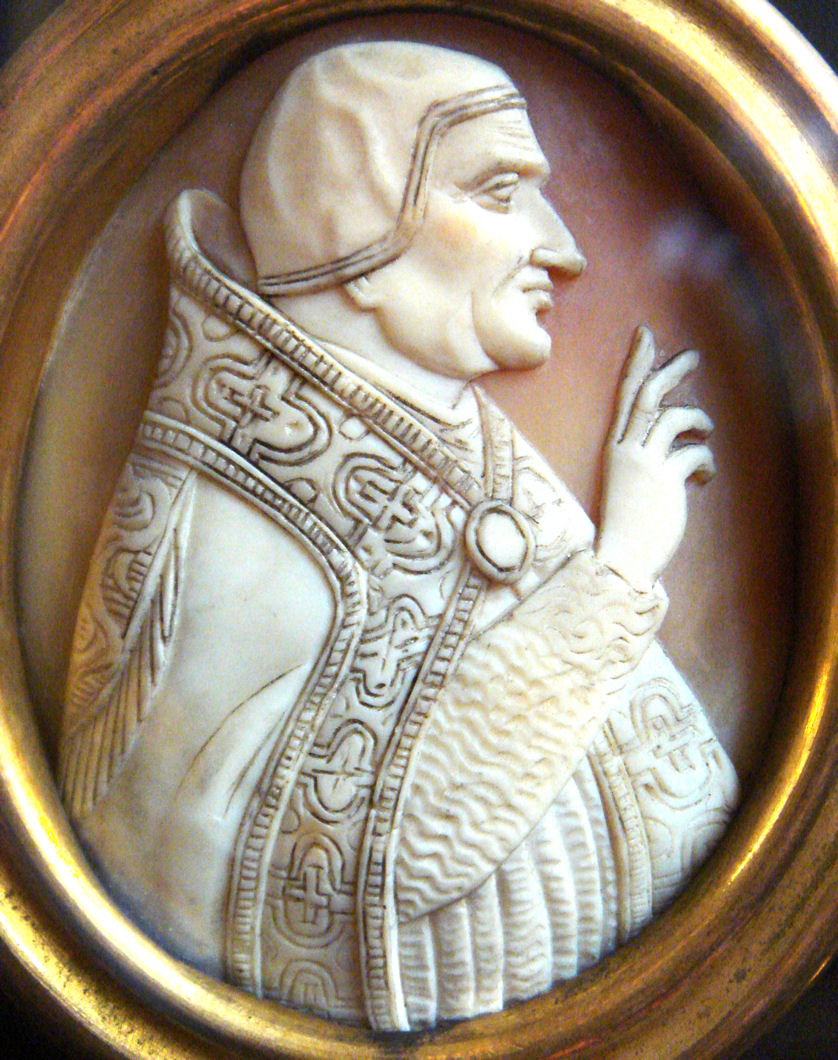
Папа Климент VI. Зображення на камеї.

З точки зору офіційної релігії, причини пандемії були ясними — покарання за людські гріхи, відсутність любові до ближніх, гонитва за мирськими спокусами і повне забуття духовних питань. У 1347 р., з початком пандемії, церква, а слідом з нею і народ, були переконані, що насувається кінець світу і збуваються пророцтва Христа і апостолів. У війні, голоді та хворобі вбачали вершників Апокаліпсису, причому саме чума мала виконати роль вершника, чий «кінь блідий і ймення йому — Смерть». З чумою намагались боротися за допомогою молебнів і хресних процесій; приміром, шведський король Магнус, коли небезпека підступила до його столиці, очолив хресну ходу босоніж з непокритою головою, і молив про відвернення лиха. Церкви були заповнені вірянами.
Як найкращі ліки для тих, хто вже захворів, і для запобігання зараження церква радила «страх Божий, бо Всевишній один може відвести чумні міазми». Заступником чумних хворих вважали св. Севастіана, з ним також було пов'язане повір'я про припинення чуми у одному з міст, коли в місцевій церкві був побудований боковий вівтар, де встановили статую цього святого.
Поширеною була розповідь про те, що віслюк, який віз статую Святої Діви до Мессіни, де починалась епідемія, раптом зупинився і ніякими зусиллями не вдавалось зрушити його з місця. Вже з початком пандемії, коли мешканці Мессіни просили у катанійців для спасіння від загибелі прислати їм мощі св. Агафії, єпископ Катанії Герардус Орто спершу погодився це зробити, але проти цього заперечили його власні парафіяни, погрожуючи смертю у разі, якщо він вирішить залишити місто без захисту. «Що за нісенітниці» — обурився фра Мікеле, — «Якщо б свята Агафія захотіла у Мессіну, вона би сама про те сказала!». Врешті, сторони дійшли компромісу і домовились, що Герардус здійснить кроплення святою водою, в якій була омита рака святої Агафії. Зрештою сам єпископ помер від чуми; хвороба ж продовжила завойовувати нові й нові території.
У подібних умовах життєво важливим ставало питання — що викликало Божий гнів і яким чином умилостивити Всевишнього, щоб мор припинився раз і назавжди. У 1348 р. причину нещастя бачили у новій моді на черевики з довгими і високо загнутими носами, які особливо обурювали Бога.
Священики, які приймали останню сповідь у приречених, ставали частими жертвами чуми, тому у розпал пандемії у частині міст вже було неможливо знайти нікого, хто б міг виконати таїнство соборування або промовити відхідну над небіжчиком. Через страх заразитися, священики і монахи також намагались захистити себе, відмовляючись наближатися до хворих і, натомість, через спеціальну «чумну щілину» у дверях подавали їм хліб для причастя на ложці з довгою ручкою чи проводили соборування за допомогою палиці зі змоченим у єлеї кінцем. Втім, були відомі випадки подвижництва, так, за переказом, на цей час припадає історія самітника на ім'я Рох, який самовіддано доглядав хворих, пізніше він був канонізований католицькою церквою.
У 1350 р., у розпал пандемії, папа Климент VI оголосив черговий Святий рік і спеціальною буллою наказав ангелам негайно доставляти у рай усякого, хто помре дорогою у Рим чи повертаючись додому. Справді, на Великдень у Римі зібралося близько 1 млн 200 тис. паломників, які шукали захисту від чуми, на Трійцю до них додався ще мільйон, водночас у цій масі чума лютувала з таким розмахом, що додому повернулася ледве десята частина. Тільки за один рік прибуток римської курії від їх пожертв склав астрономічну суму — 17 млн флоринів, що дало привід до саркастичних жартів, таких як «Господь не бажає смерті грішника. Нехай собі живе і платить далі».
Сам папа Климент VI у цей час перебував у своєму авіньйонському палаці, вдалині від охопленого чумою Риму, за порадою особистого лікаря — Гі де Шоліака, який прекрасно усвідомлював небезпеку зараження. Папа не підпускав до себе нікого і постійно підтримував вогонь у двох жаровнях, справа і зліва від своєї персони, спалював на ньому трави і коріння, що мали очищувати повітря. Віддаючи належне забобонам часу, він не розлучався з чарівним смарагдом, оправленим у каблучку, «яка, коли обернена до Півдня, зменшувала дію чумної отрути, коли обернена на Схід, зменшувала небезпеку зараження».
Варто відзначити, що під час пандемії церкви і монастирі казково збагатилися; у бажанні уникнути смерті, парафіяни віддавали останнє, а нащадкам померлих лишалися крихти, і деяким муніципалітетам довелось своїм указом обмежити розмір добровільних пожертв. Однак від страху перед хворобою монахи не виходили назовні, а паломники складали принесене перед воротами, звідки його забирали уночі. Тим не менш з ченців—картузіанців в Європі загинуло половина їх, у домініканців — 30 %. У Авіньйоні, в січні 1348 р., чума за одну ніч викосила всіх ченців одного з монастирів — близько 700 осіб.
У народі посилювались нарікання. Розчаровані у можливостях офіційної церкви захистити своїх «овець» від чуми, миряни почали ставити питання, чи не гріхи церковників викликали Божий гнів. Згадували і вже вголос розповідали історії про блуд, інтриги і, навіть, вбивства, які відбувались у монастирях, про симонію священників. Ці настрої, вкрай небезпечні для церкви, у кінцевому підсумку вилилися у потужні єретичні рухи наступних часів, зокрема у рух флагелантів.

### Флагелантство

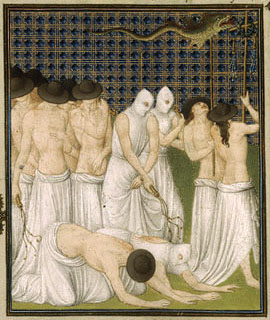
Флагеланти. Зображення з Прекрасного часослова герцога Беррійського. Дракон зверху символізує сатану.

Секта флагелантів виникла, за різними даними, в середині XIII—XIV ст., коли звістка про чергову катастрофу чи лихо викликала релігійний екстаз у натовпі, що за допомогою аскези та умертвіння плоті намагався умилостивити Творця і припинити чи відвернути голод або епідемію, але, так чи інакше, точно встановлено, що у роки «Чорної смерті» цей рух набрав нечуваного розмаху.
Флагеланти переконували, буцімто на вівтар церкви Св. Петра в Єрусалимі одного разу впала мармурова табличка з посланням від самого Христа, який суворо докоряв грішникам за недотримання п'ятничного посту і «святої неділі» та оголошував їм у покарання початок чумної пандемії. Божий гнів був настільки сильний, що він мав намір зовсім стерти людство з лиця Землі, але завдяки молитвам св. Домініка і св. Стефана, пом'якшив кару і дав заблудлим останній шанс. Небесний лист також сповіщав, що у разі, якщо людство і далі опиратиметься, наступними карами будуть нашестя диких звірів і набіги язичників.
Члени секти, охоплені єдиним прагненням піддати свою плоть випробовуванням, подібним до тих, які терпів Христос перед розп'яттям, об'єднувались у групи до декількох тисяч осіб. Ці групи, з єдиним керівником на чолі, мандрували з міста у місто, заполонивши собою, зокрема, Швейцарію і Німеччину. Очевидці описують їх, як одягнутих у чорні плащі, й відлоги, з низько насунутими на очі повстяними шапками і спинами «у рубцях і струпах крові».
Звісно зупинити пандемію релігійний фанатизм флагелантів не міг, більше того, відомо, що саме вони принесли з собою чуму до Страсбурга.
Подібно всім релігійним фанатикам свого часу, флагеланти в кожному місті, в яке приходили, вимагали поголовного винищення євреїв як «ворогів Христа», і вже це викликало недовіру і побоювання папи Климента VI. Але з точки зору католицької церкви, набагато гіршим було те, що секта флагелантів, хоча й була підкреслено мирською (в ній не перебувало жодного священнослужителя), однак претендувала на безпосереднє спілкування з Богом, зокрема відкидала складну обрядовість та ієрархію католицизму і проповідувала самостійно, так само самовільно приймаючи один у одного таїнство сповіді.
Папа Климент VI був надто розумним і обережним, аби прямо заборонити флагелантство і ризикувати таким чином викликати бунт і ненависть народних мас. Однак він зробив суто вправний хід, коли поставив їх під начальство церковних ієрархів — приписав займатися аскезою і самобичуванням суто поодинці, у себе вдома і тільки з благословіння церковних ієрархів. Після цього флагелантство, як масовий релігійний рух, майже припинив своє існування. Невдовзі після завершення пандемії ця секта, як організована структура, повністю зникла.

### Б'янки

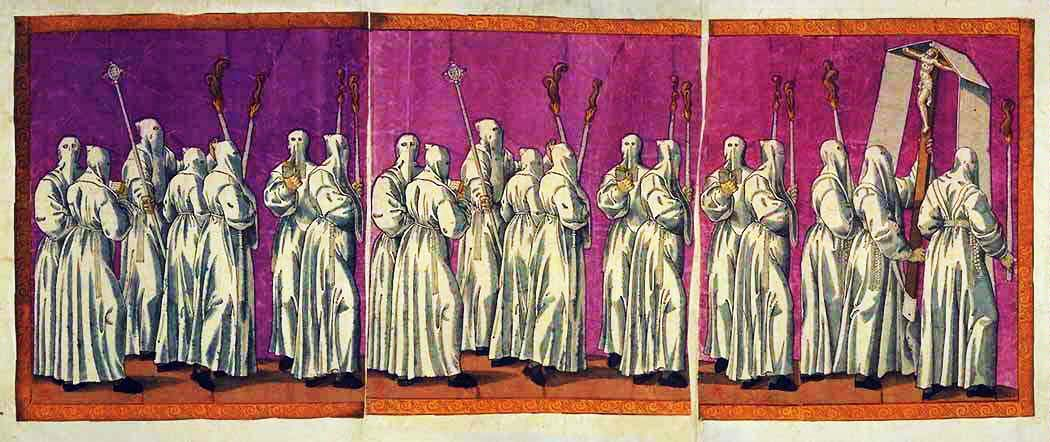
Б'янки. Зображення XVI століття

Менш відомим різновидом фанатів, що намагались зупинити чуму подвигами заради віри, були «одягнені у біле» (лат. albati), відомі також від італ. bianchi. Іноді їх вважають поміркованою частиною флагелантів.
За міфологією цієї секти, все починалось з того, що один селянин зустрів у полі Христа, який не був упізнаний. Коли Христос попросив у селянина хліба, той вибачився і пояснив, що хліба у нього більше не залишилось. Христос попросив його подивитись у сумці, де на подив її власника, хліб виявився у недоторканості. Далі Христос відправив селянина до колодязя, щоб розмочити хліб у воді, але той сказав, що колодязів у цій місцевості немає, врешті решт, все ж підкорився і, звісно ж, колодязь сам собою явився у названому місці. Але біля колодязя стояла Діва Марія і відправила селянина назад, наказавши передати Христу, що «його мати забороняє розмочувати хліб». Селянин виконав доручення, на що Христос зауважив, що «його мати завжди на боці грішників», і пояснив, що якби хліб був розмочений, загинуло б все населяння Землі. Але тепер він готовий помилувати пропащих і просить розмочити лише третину хліба, що спричинить смерть тільки третини населення християнського світу. Селянин виконав наказ, після чого почалась пандемія, зупинити її можливо лише, якщо зодягнутись у біле, молитись, постувати і каятись.
Інший варіант тієї ж легенди оповідав, що селянин їхав верхи на волу і раптом якимось дивом був перенесений у віддалене місце, де ангел з книгою у руці, що чекав на нього, наказав відтепер проповідувати покуту і білий одяг. Інші вказівки щодо того, як пом'якшити Божий гнів, мали бути знайдені у книзі.
Процесії б'янки збирали у містах не менші натовпи, ніж процесії їх більш радикально налаштованих товаришів-флагелянтів. Одягнені у біле, зі свічками і розп'яттями в руках, рухаючись, вони співали молитви і псалми, у яких молили про милосердя у світі, причому на чолі ходи була обов'язково жінка, яка йшла між двома маленькими дітьми.
Однак і ці віддалені попередники реформації викликали на свою адресу невдоволення церкви, оскільки прямо звинувачували її у грошолюбстві, користолюбстві та забутті Божих заповідей, за що Господь і покарав свій народ чумою. Б'янки вимагали від папи Климента добровільно відмовитись від престолу і поступитись ним нужденному папі. З цією вимогою їх голова, який називав себе Іваном Хрестителем, вирушив до Риму і, зрозуміла річ, скінчив життя у багатті інквізиції. Секта було розігнана силою і, врешті, офіційно заборонена.

### Хореоманія
Якщо секти флагелантів і «одягнених у біле», при всьому своєму фанатизмі, все ж складалися з людей при здоровому розумі, хореоманія, чи одержимість танком, була, з великою ймовірністю, типовим масовим психозом, втім, характерним для Середньовіччя.

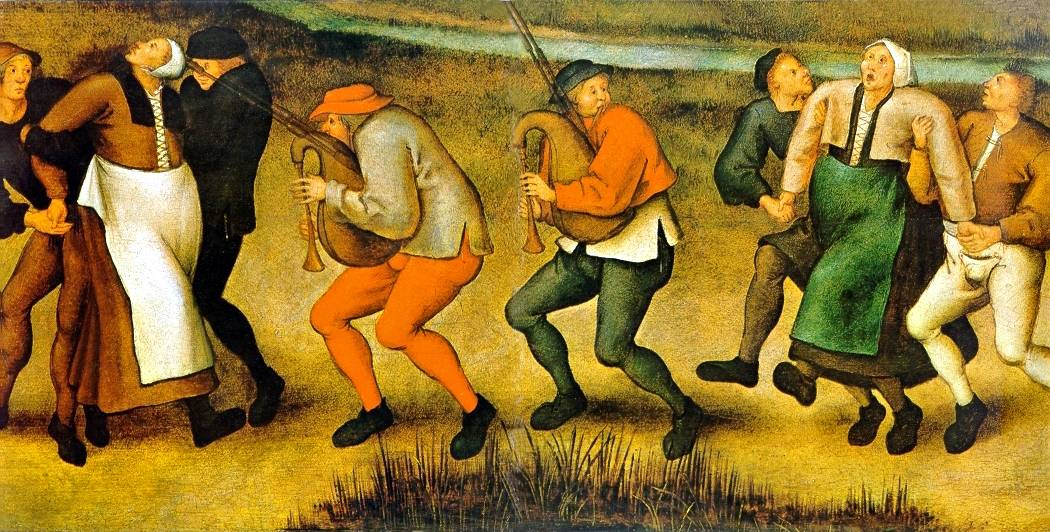
Пітер Брейгель молодший. «Одержимі танком»

Жертви хореоманії без будь-якої видимої причини починали стрибати, кричати і здійснювати безглузді рухи, які дійсно нагадували якийсь нестямний танок. Одержимі збивалися у натовпи до декількох тисяч осіб; бувало, що глядачі, які спершу просто спостерігали за тим, що відбувається, у певний момент самі пускалися в «танок» не маючи сил зупинитися. Самостійно припинити танок одержимі не могли, часто долали відстань до сусіднього міста чи села, після тривалого галасування і стрибання, повністю виснажені падали на землю та засинали на місці.
Іноді, після цього, психоз кінчався, але часом тривав протягом декількох днів і, навіть, тижнів. Одержимих хореоманією вичитували у церквах, кропили святою водою, а бувало, коли інші засоби були вичерпані, містка влада наймала музикантів, щоб ті акомпанували несамовитому танку і, таким чином, скоріше доводили хворих нею до виснаження і сну.
Подібні випадки були відомі й до Чорної смерті, але, якщо раніше вони були поодинокими, після закінчення пандемії хореоманія набула страхітливого розмаху, натовпи, охоплені одержимістю, часом нараховували до кількох тисяч осіб. Вважається, що таким чином випліскувалось нервове потрясіння і жах, спричинені пандемією. Хореоманія лютувала в Європі у XIV—XV століттях, а потім зникла.
Ставлення глядачів до одержимих хореоманією було неоднозначним, так, у середньовічних хроніках можна знайти й натяки, буцімто йшлося про професійних жебраків, які по завершенню вистав отримували щедру милостиню, заради якої, власне, все це влаштовували. Інші автори схилялись до думки про одержимість бісом і вважали екзорцизм єдиними ліками проти подібного. Справді, в хроніках зафіксовані випадки, коли масовому танцю віддавались вагітні жінки, чи про те, що багато танцюристів, коли приступ доходив кінця, помирали чи все подальше життя страждали від тику або тремору кінцівок.
Достеменні причини і механізм перебігу хореоманії залишаються невідомими дотепер. Можливо, через серйозні проблеми із вирощуванням хліба, він був заражений паразитичними грибами — пурпуровими ріжками, які паразитують на житі та пшениці, містять певні алкалоїди, що спричиняють конвульсії, насильницькі рухи, зміни тями, деякі інші розлади. Такі цілі епідемії, як і окремі випадки ерготизму часто спостерігали у Середньовіччя. Можливо причиною хореоманії було саме це.

### Народні повір'я, пов'язані з епідемією

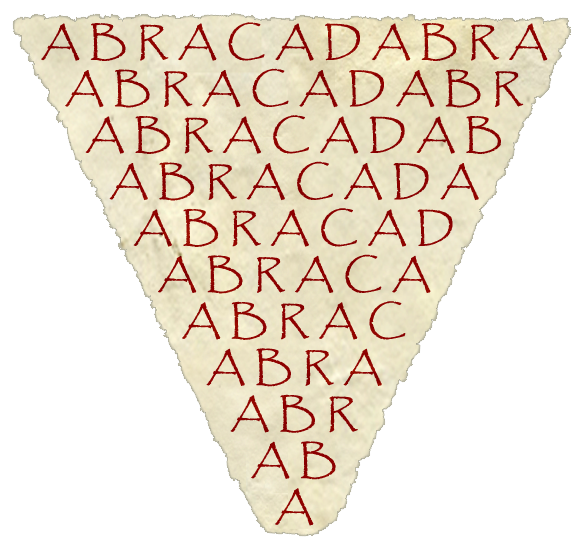
Протичумний амулет початку XVII століття, Англія. Сучасна реконструкція.

У розладнаній уяві людей, які щодня очікували на смерть, у будь-якій навіть незначній події являлись «знаки» або примари та привиди. Так, розповідали, про стовп світла у грудні 1347 р., що протягом години стояв після заходу сонця над папським палацом; комусь вбачалось, як з тільки-но нарізаного буханця хліба крапає кров, що попереджає про лихо, якого лишилось недовго чекати. У нашесті чуми звинувачували комети, які шість разів бачили у Європі, починаючи з 1300 р. Розладнаній уяві людей вже під час епідемії являлися неймовірні речі; приміром, фра Мікеле П'яцца, літописець сицилійської чуми, з повною довірою розповідає історію про чорного собаку з мечем у передній лапі, який, увірвавшись до мессінської церкви, вчинив там погром, розрубавши на шматки священні посудини, свічки та світильники на вівтарі. Розчарування медициною і можливостями офіційної церкви зупинити пандемію не могло не вилитись у спроби простолюддя захищати себе обрядами, коріння яких сягало ще язичницьких часів.
На слов'янських землях жінки голими вночі оборювали село кругом, причому під час здійснення цього обряду інші жителі села не могли виходити зі своїх домівок. Саами піснями та заклинаннями відсилали чуму у «залізні гори», причому для зручності пересування споряджали кіньми і повозкою. Опудало чуми топили, замуровували у стіни, проклинали і відлучали у церквах.
Чуму намагались відвернути за допомогою амулетів і заклинань, причому жертвами подібного марновірства ставали навіть церковнослужителі — на шиї вони потайки носили поруч з хрестом срібні кульки, наповнені «рідким сріблом» — ртуттю, або ж мішечки з миш'яком. Страх перед загибеллю від чуми призводив до того, що народні забобони проникали навіть у церкву, отримуючи офіційне схвалення духовної влади, — так, у деяких містах Франції (приміром в Монпельє) практикували цікавий обряд — довгим шнуром обміряли міські стіни, а далі цей же шнур обмотували навколо освяченої свічки, яку потім використовували для меси.
Чуму зображали у вигляді сліпої старої, яка мете пороги будинків, де скоро мали загинути по одному з членів родини, або ж у вигляді чорного вершника чи велетня, який проходив відстань від одного села до іншого одним кроком, або як «двох духів — доброго і лихого: добрий стукав у двері, та скільки разів стукав, стільки людей мало загинути»; чуму навіть бачили — вона гуляла на весіллях, жаліючи одного чи іншого, обіцяла їм порятунок. Чума пересувалась на плечах свого заручника, якого змушувала тягати її по селах і містах.
Також вважають, що саме під час «Чорної смерті» у народній свідомості сформувався образ Діви Чуми (нім. Pest Jungfrau, англ. Plague Maiden), який виявився напрочуд живучим, відлуння цих вірувань існували ще у освіченому XVIII столітті. За одним з варіантів, записаним у ті часи, Діва Чума взяла в облогу одне місто, причому усякий його житель, хто з необережності відчиняв двері або вікно, досягав лише того, що в помешканні з'являвся летучий червоний шарф, і невдовзі помирав від хвороби. Тому містяни, охоплені жахом, позачинялись у домах і не наважувались виходити назовні. Але чума виявилась терплячою і спокійно чекала, поки голод і спрага змусять їх це зробити. Тоді якийсь дворянин вирішив віддати себе у жертву заради порятунку інших, він вигравірував на своєму мечі слова «Ісус, Марія» і відчинив двері. Одразу ж у проймі з'явилася примарна рука і слідом за нею крайок червоного шарфу. Бравий кавалер не розгубився і рубанув по цій руці; невдовзі він разом зі всією своєму родиною помер від хвороби, і таким чином поплатився за сміливість, але поранена Чума зволіла забратися геть і відтоді остерігалася відвідувати негостинне місто.

## Істерія «чумних мазей» і суди над отруйниками

### Соціальні обставини

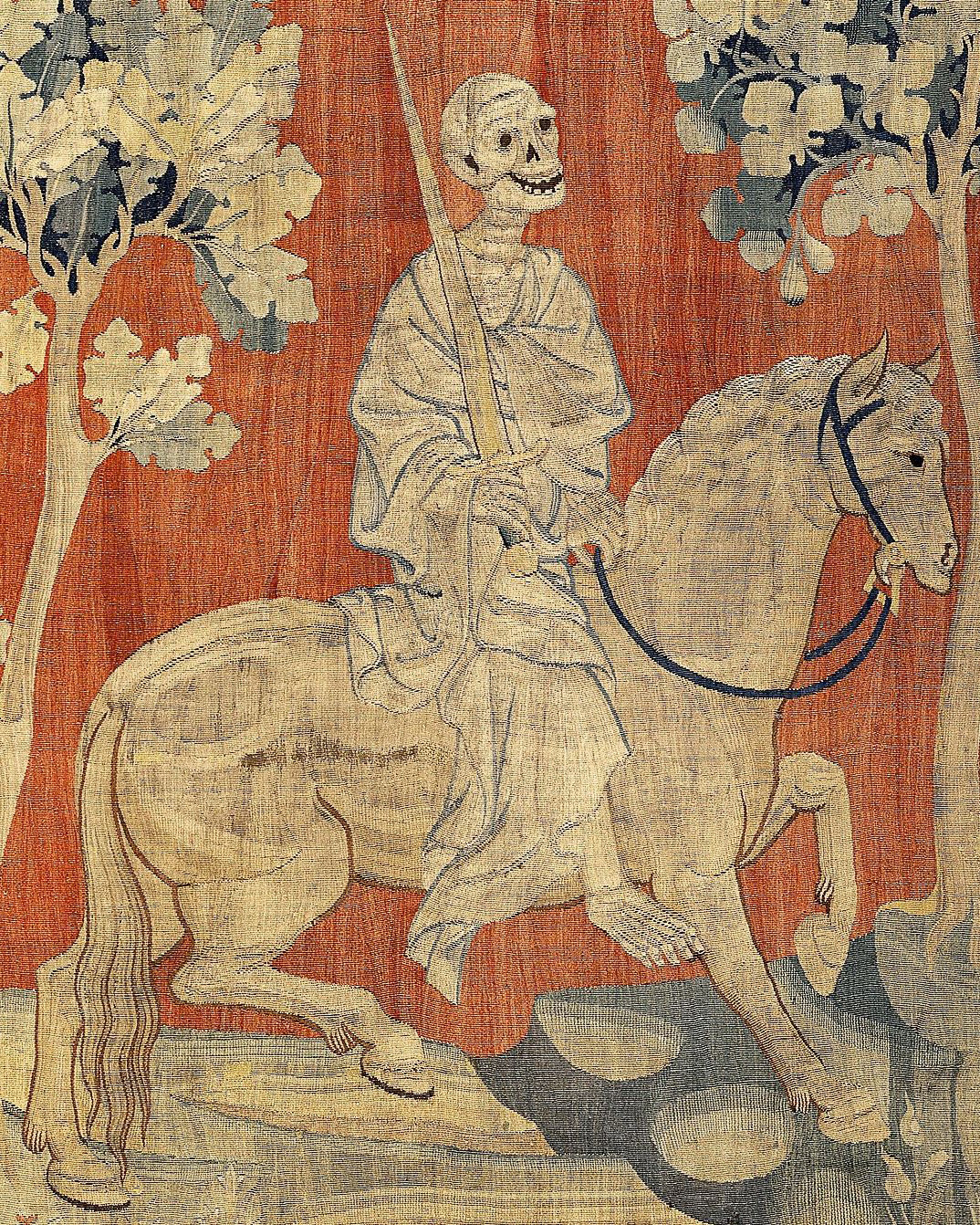
Четвертий вершник Апокаліпсиса. Фрагмент шпалери з серії «Анжерський апокаліпсис» роботи Миколая Батая, між 1373 і 1387 роками

Вражені розмахом і згубністю пандемії, яка, словами Йоганна Нола, перетворила всю Європу на величезну Хіросіму, обивателі не могли повірити, що подібна катастрофа могла мати природне походження. Чумна отрута, у формі певного порошку, або як частіше вважали — мазі, нібито повинна була поширюватися отруйником або отруйниками, якими були якійсь ізгої, вороже налаштовані до основної маси населення.
У подібних домислах мешканці міст і сіл спирались, насамперед, на Біблію, де Мойсей розпорошує у повітрі попіл, після чого Єгипет вражає морова пошесть. Освічені прошарки суспільства могли черпати подібну впевненість з римської історії, коли у часи юстиніанової чуми 129 осіб були засуджені на смерть за навмисне поширення зарази.
Крім того, загальна втеча з міст, охоплених хворобою, викликала анархію, паніку і владу натовпу. Зі страху перед хворобою будь-кого, хто викликав найменші підозри, силою волокли до лазарету, який був, якщо вірити хронікам того часу, настільки жахливим місцем, що багато хто волів радше звести рахунки із життям, аби тільки не опинитися там. Епідемія самогубств, яка збільшувалась разом із поширенням хвороби, змусила владу прийняти спеціальні закони, що погрожували особам, що вчинили самогубство, відмовою у захороненні за християнським обрядом. Разом з хворими до лазарету потрапляли й здорові, знайдені в одному домі із хворими або померлими, що своєю чергою змушувало людей приховувати хворих і таємно хоронити трупи. Бувало, що в лазарет тягли просто заможних людей, маючи намір сповна похазяйнувати в їх опустілих домівках і пояснюючи крики жертви затьмаренням розуму в результаті хвороби.
Розуміючи, що завтрашній день може й не настати, чимало людей віддавались обжерливості та п'янству, розтрачуючи гроші з повіями, що ще більше посилювало розгул хвороби.
Могильників-мортусів (лат. mortus — смерть), яких набирали з каторжників на галерах, можливо було залучити для подібних робіт лише обіцянкою помилування і грошима. У містах, полишених владою, вони сваволили, вривалися у будинки, вбивали і грабували. Молодих жінок, хворих, мертвих та присмертних продавали тим, хто бажав чинити насилля; трупи волокли за ноги по бруківці вулиць, як вважали у ті часи, спеціально розкидаючи по сторонах бризки крові, щоб епідемія, за якої каторжники відчували себе безкарними, тривала якнайдовше. Бували випадки, коли у могильні рови разом з мертвими кидали й хворих, ховаючи їх живцем і не переймаючись тим, хто з них міг би порятуватись.
Варто також зазначити, що випадки штучного зараження дійсно зустрічалися, насамперед викликані поширеним повір'ям, що позбутися чуми можна було передавши її іншому. Тому хворі спеціально зштовхалися на ринках і у церквах, намагаючись задіти чи дихнути в обличчя якомога більшому числу людей. Дехто таким чином спішив позбутися своїх недругів.
Припускають, що перші думки про штучне походження чуми з'явились при спостереженні за поголовною втечею з міст заможної частини населення. Але чутки про те, що багатії свідомо труять бідняків (водночас багатії так само завзято звинувачували у поширенні хвороби бідняків, які ніби в такий спосіб намагались помститися), протримались недовго, їм на зміну прийшли інші — народний говір звинувачував у штучному зараженні три категорії населення — дияволопоклонців, прокажених та євреїв, які таким чином «зводили рахунки» з християнським населенням.
Треба сказати, що в атмосфері істерії отруєння, що охопила Європу, іноземець, мусульманин, мандрівник, п'яний, юродивий — той, хто привертав увагу до себе відмінностями в одязі, поведінці, мові, — вже не міг відчувати себе у безпеці, а якщо у нього при обшуку знаходили те, у чому натовп міг побачити чумну мазь або порошок, його доля була вирішена.

### Переслідування секти «отруйників»
З часів Чорної смерті на деяких церквах збереглись барельєфи із зображенням уклінного чоловіка, що молиться демону. Насправді, у першу чергу до людей, які пережили катастрофу, з їх розладнаною уявою приходила думка звинуватити у тому, що сталося, ворога людства. І хоча істерія «чумних мазей» вповні розгорнулась під час епідемії 1630 р., її початок прослідковується вже в епоху Чорної смерті.
Диявол показувався у містах власною персоною — розповідали про якогось багато одягнутого князя років п'ятдесяти, з сивиною у волоссі, який роз'їжджав на кареті з двома кіньми в упряжці, заманював всередину то одного то іншого жителя, миттю доставляв його у свій палац і там намагався спокусити скарбами і обіцянкою, що жертва залишиться у живих під час епідемії; в обмін вимагалось обмазати диявольським складом лавки у церквах чи стіни і двері будинків.
Про склад гіпотетичної «чумної мазі» відомо з пізнішого повідомлення преподобного Афанасія Кірхера, який писав, що до її складу входили «аконіт, миш'як і отруйні трави, а також інші інгредієнти, про які я не наважуюсь написати». Доведені до відчаю сеньйори і міська влада обіцяла великі нагороди за захоплення отруйників на місці злочину, але, на скільки відомо з документів, ні одна подібна спроба не вдалася. Зате схоплено було декілька осіб, які були огульно звинувачені у виготовленні «чумних мазей», під катуваннями вони зізнавалися, що буцімто отримували від цього заняття задоволення «ніби мисливці, що зловили дичину», потім жертв таких обмов відправляли на шибеницю чи у полум'я.
Секта люциферистів, що існувала в той час, була, вочевидь, єдиним реальним підґрунтям для подібних чуток. Розчарування вірою і протест проти християнського Бога, який, з їхньої точки зору не міг або не бажав покращити земне життя своїх адептів, стали причиною виникнення легенди про узурпацію небес, звідки через зраду був скинутий «справжній Бог — Сатана», який у кінці світу, звісно, матиме змогу повернути собі свої «законні володіння». Однак не існує яких-небудь документальних підтверджень їх безпосередньої участі у поширенні епідемій або ж у виготовленні гіпотетичної мазі.

### Розгроми лепрозоріїв

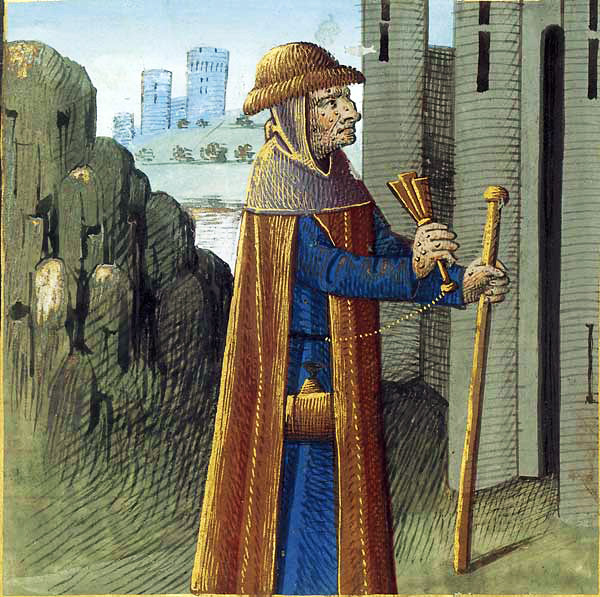
Прокажений. Мініатюра з французького видання трактату «Про властивості речей» Бартоломея Англійського. XV століття

Проказа, що лютувала у Європі у попередні віки, у XIII столітті досягла максимуму. Спираючись на біблейські заповіти виганяти і гидувати прокаженими (і, імовірно, через страх заразитися) над ними живими виконували поховальний обряд — кидали у хворого лопатами землю, після чого людина ставала відступником і могла знайти притулок лише в лепрозорії, а заробляти на життя лише випрошуванням милостині.
Навмисне отруєння колодязів, як причина якогось лиха чи хвороби, не було винаходом часів Чорної смерті. Вперше це звинувачення було висунуте владою за правління Філіпа Красивого (1313 рік), після чого по всій країні, і особливо в Пуату, Пікардії і Фландрії, почались погроми лепрозоріїв і страти хворих. На думку Йоганна Нола, справжньою причиною були страх зараження і бажання позбавитись небезпеки у якомога радикальніший спосіб.
У 1321 році гоніння на прокажених поновились. Після звинувачення «уражених хворобою за свої гріхи» в отруєнні колодязів і підготовці повстання проти християн, у Франції їх заарештували 16 квітня і вже 27-го спалили живцем, при цьому конфіскували їх майно на користь короля.
У 1348 році в пошуках винних у «Чорній смерті» знову згадали про прокажених, точніше про тих, хто вижив під час попередніх погромів, і тих хто поповнив населення лепрозоріїв за цей час. Нові гоніння не мали настільки жорстокого характеру через незначну кількість жертв і здійснювались систематично лише в королівстві Арагон. У Венеції громили лепрозорії, як вважають, з метою вивільнити місце для карантину. Прокажених вбивали як пособників євреїв, куплених за золото, які отруювали колодязі, щоб таким чином досадити християнам. За однією з версій, четверо вождів, яким ніби підпорядковувались прокажені всієї Європи, зібрались разом (підбурювані дияволом, якого послали євреї) і розробили план, як занапастити християн, і таким чином помститися за своє становище, або заразити їх всіх проказою. Своєю чергою євреї спокушали їх обіцянками графських і королівських корон і зуміли домогтися свого.
Запевняли, що у прокажених вдалось знайти чумну мазь, яка складалась з людської крові, сечі та церковної гостії. Зашиту у мішечки з камінням для збільшення ваги, цю суміш слід було потайки кидати у колодязі. Ще один «свідок» доповідав:
|  | Ми самі своїми очима бачили таку ладанку у одному з містечок нашого васальства. Одна прокажена, яка проходила повз, боячись, що її схоплять, кинула за собою зав'язану ганчірку, яку одразу понесли до суду, і в ній знайшли голову ящірки, лапи жаби і щось схоже на жіноче волосся, намазане чорною, смердячою рідиною, так що страшно було роздивлятись і нюхати це. Коли згорток кинули у велике полум'я, він не міг горіти: виразний доказ того, що це була сильна отрута. |

### Винищування євреїв
Але справжніми цапами-відбувайлами, в яких простий люд вбачав причину епідемії, були юдеї, яких у той час було багато в різних європейських містах.

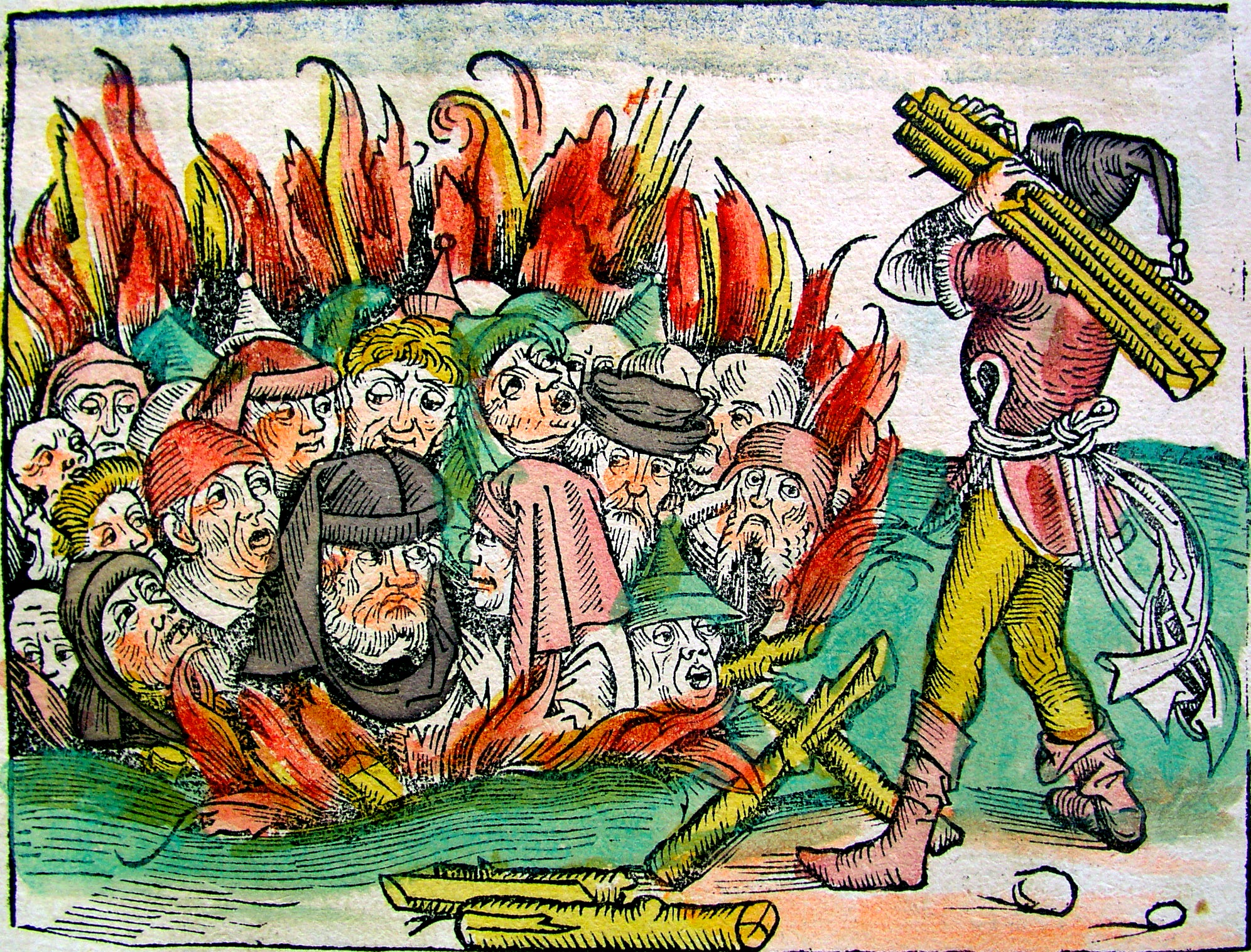
Спалення євреїв
(Liber Chronicarum, 1493)

Антиєврейська обмова часів Чорної смерті не вирізнялася оригінальністю; при всіх варіаціях, які відрізнялись в залежності від місця і фантазії конкретного індивідуума, наговори зводились до такого: війна між папством і Священною Римською імперією, що спустошила і ослабила Німеччину, а також Італію, вселила в юдеїв надію, що кінець християнства вже близький. Таємні керівники єврейства (їх верховного керівника називали навіть на ім'я — раббі Іаков) вирішили посприяти якнайшвидшій загибелі своїх ворогів; вони зібрались в Толедо і постановили занапастити християн отрутою, приготовленою з плоті та крові сови з домішками перемолотих у порошок отруйних павуків, особливої згубності суміші додавало «єврейське чаклування» (ще один варіант «рецепту» містив порошок з висушеного серця християнина разом з павуками, жабами і ящірками). Ця диявольська суміш була потім таємно розіслана по всіх країнах з категоричним наказом сипати її у колодязі та річки. З однією з версій, за спиною єврейських керманичів встояв власною персоною сарацинський володар, за іншою — вони діяли самостійно.
Лист євреїв до еміра, датований 1321 роком, нібито був захований у потаємну скриню разом зі «скарбами і заповітними речами» і знайдений при обшуку у єврея Бананіаса в Анжу. Шматок пергаменту з овечої шкіри не привернув би уваги тих, хто шукав, якби на ньому не було золотої печатки «вагою 19 флоринів» із зображенням розп'яття і єврея, який стояв перед ним у «такій неподобній позі, що я соромлюся її описати», зазначав Філіп Анжуйський, який повідомив про знахідку. Цей цікавий документ (добутий у арештованих звичайним у ті часи засобом — катуваннями — і потім перекладений на латину) дійшов дотепер у списку XIX століття, який у перекладі звучить так:
|  | Коли ми назавжди підкоримо християнський народ, ви нам повернете наш великий Єрусалим, Єрихон і Ай, де зберігається священний ковчег. А ми піднесемо ваш престол над царством і великим містом Парижем, якщо ви допоможете нам досягнути цієї мети. А поки, як ви можете переконатись через вашого заступника, короля Гранади, ми діяли в цих планах, спритно підсипаючи у їхнє пиття отруйні речовини, порошки, зроблені з гірких і шкідливих трав, кидаючи отруйних плазунів у води, колодязі, цистерни, джерела і струмки для того, щоб всі християни загинули передчасно від дії згубних парів цих отрут. Нам вдалось привести в дію ці наміри, головно завдяки тому, що ми роздали значні суми деяким бідним людям їх віросповідання, що називаються прокаженими. Але ці негідники раптом обернулися проти нас, і, збагнувши, що інші християни їх розгадали, вони звинуватили нас і розкрили всю справу. Тим не менш ми торжествуємо, оскільки ці християни отруїли своїх братів; це вірна ознака розбратів і незгоди. |

Але якщо у 1321 році французькі євреї відбулися вигнанням, у часи Чорної смерті релігійна нетерпимість проявилась вже повною мірою. У вересні 1348 в швейцарському місті Шильон єврейський лікар під тортурами дав зізнання в тому, що він спільно з кількома членами єврейської громади отруїв міські колодязі. Від такої новини як хвилі по країнах Європи прокотилися єврейські погроми. Євреїв Шільона звинуватили в організації масового отруєння колодязів, тортурами змусили зізнатися в підготовці цього злочину, судили, і на підставі суду і закону підсудних разом з не підданими суду одновірцями спалили на вогнищах. У Базелі навмисно побудували дерев'яну будівлю, в якому зібрали і спалили євреїв. Практично по всій Європі запалали синагоги, єврейські крамниці таитла, а нерідко й цілі квартали. Безнадійність становища обвинувачених в загальній біді була настільки велика, що в Майнці єврейське населення обрало замість страти самоспалення. Євреїв саджали в бочки з вином і скидали в річки. У Німеччині під час найстрашніших погромів з тих, що передували голокосту XX ст., були знищені майже всі єврейські громади. Трупами безлічі вбитих паризьких євреїв кілька місяців харчувалися навколишні вовки.
Антиєврейська істерія покотилася звичними рейками — у 1349 році було нібито знайдене тіло хлопчика, якого замучили євреї — прибили до хреста, пародіюючи таким чином розп'яття. Виявилось також, що євреї колють голками викрадені у християн гостії, поки з них не потече кров Христа.
Очманілі натовпи в Німеччині, Швейцарії, Італії, Іспанії, отримавши у своє розпорядження подібні докази вини юдеїв й у надії перемогти епідемію, влаштовували криваві самосуди, часом за підтримки або мовчазної згоди влади. Те, що епідемія косила мешканців єврейських кварталів не менше, ніж християн, нікого не хвилювало. Норвезький король, коли дізнався, що чума наближається до кордонів його держави, наказав винищити всіх євреїв з метою профілактики. Пандемію, це, на жаль, не зупинило.
Історія зберегла приклади відчайдушної мужності приречених. Так, бували випадки, коли юдеї самі, забарикадувавши двері, підпалювали свої домівки, де згорали разом зі своїми близькими і всім майном, при цьому кричали з вікон, що відають перевагу смерті над насильницьким хрещенням. Матері з дітьми на руках кидались у багаття. Юдеї, яких палили живцем, сміялись в обличчя своїм катам і співали біблейські псалми. Збентежені подібною мужністю клірики поспішили пояснити її втручанням і допомогою сатани.
Варто зазначити, що в християнському світі були люди, у яких вистачало розсудливості та сміливості, щоб кинути виклик ошалілому натовпу. Наприклад, на захист євреїв став Джованні Боккаччо, який у своїй знаменитій новелі про три персня намагався втлумачити сучасникам, що не в людських силах визначити, яка з трьох релігій є вірною в очах Бога. Папа Климент VI спеціальною булою погрожував відлучення вбивцям євреїв, міська влада Страсбурга указом оголосила про недоторканість своїх громадян юдейської віри, але ці поодинокі голоси губились у загальному реві.
Існує думка, що вищі класи, освіченіші та обізнані у науках, прекрасно розуміли, що подібні вигадки є витвором темного неосвіченого простолюду, але воліли не втручатися — хтось через фанатичну ненависть до «ворогів Христа», інші через страх перед бунтом або цілком прозаїчне бажання поживитися майном страчених.
Вважається, що причиною антисемітизму стала відмова євреям в асиміляції, яка забороняла їм вступати до цехів і гільдій, залишаючи лише два види діяльності — медицину і торгівлю. Частина євреїв, звісно ж, багатіла, викликаючи цим додаткові заздрощі; крім того євреї—медики, які на відміну від християнських колег добре знали арабську мову і тому були знайомі з передовою на той час мусульманською медициною, усвідомлювали небезпеку забрудненої води і тому копали колодязі в єврейському кварталі або брали воду з чистих джерел, уникаючи річок, забруднених міськими відходами, що викликало додаткові підозри.

## Маргінальні гіпотези
Ніхто з дослідників «Чорної смерті» не сумнівався, що пандемія 1346 р. відбулась в дійсності — про це свідчать як археологічні дані, так і численні згадки в офіційних документах і приватних щоденниках та листах — однак, у 1980-х роках з'явились скептики, які висловлювали сумнів у тому, що інфекційним агентом «Чорної смерті» була саме чумна бактерія — Yersinia pestis.
Започаткував скепсис щодо Чорної смерті британський зоолог Грем Твігг у своїй книзі 1984 року «Чорна смерть: Перегляд панівної теорії з точки зору біології» (англ. The Black Death: A Biological Reappraisal), після чого вийшло роботи «Біологія чумних епідемій» (англ. The Biology of Plagues) демографа Сюзанни Скотт у співавторстві з біологом Крістофером Дунканом і «Нетрадиційний погляд на проблему Чорної смерті» (англ. Black Death Transformed) Семюеля Кона, професора медієвістики з Університету Глазго.
Заперечники взяли для зіставлення дані індійської протичумної комісії по третій пандемії, яка спалахнула наприкінці XIX століття (1894—1930 рр.) і забрала життя в Індії п'яти з половиною мільйонів осіб. Саме в цей час Александр Єрсен зумів виділити чисту культуру чумного мікробу, а Поль-Луї Сімон — розробити теорію блошино-пацючого механізму поширення захворювання. Заперечувачі встановили таке:
1. Дослідники відзначили певну різницю у механізмі перебігу хвороби між «Чорною смертю» і часом третьої пандемії. Зокрема, вкрай рідко фіксували такі звичайні для авторів XIV століття симптоми, як гангренозне запалення горла і легенів, сильний біль в області серця, кровохаркання і блювання кров'ю, а також поганий запах від хворих.
2. Третя пандемія забрала, приміром, в Індії лише близько 3 % населення, у той час як «Чорна смерть» скоротила населення Європи, за найскромнішими підрахунками, на третину.
3. Бубони, які у сучасному варіанті розміщувались звичайно на ногах, що є цілком логічним, оскільки блоха скоріше добереться до нижньої частини тіла, у часи «Чорної смерті» часто розташовувались на шиї або за вухами.
4. Чумі звичайно передує масова гибель пацюків, але нічого подібного у документах XIV століття не відзначали, у той час як за розрахунками «заперечників» за тієї смертності, про яку говорять хроніки, пласти з дохлих пацюків мали буквально заполонити вулиці й доходити до коліна дорослій людині. Не помітити подібного і тим більше рахувати це не вартим згадування як дещо тривіальне, на думку «заперечників», було неможливо.
5. Основною формою перебігу захворювання (особливо на Півночі) був «легеневий варіант», у той час як у сучасному світі процент хворих з враженням легенів при пандемії не перевищує 15—25 %, під час в'єтнамської війни — 3 %.
6. Чумна блоха віддає перевагу теплому і вологому клімату, тому наприклад в Індії захворюваність спадала у зимовий час і відновлювалась навесні, натомість для «Чорної смерті» подібне не відзначали.
7. У часи третьої пандемії хвороба поширювалась зі швидкістю близько 20 миль на рік, в той час як для «Чорної смерті» ця цифра становила 2,5 милі на добу (за швидкістю пересування основного транспорту тієї епохи — коня).

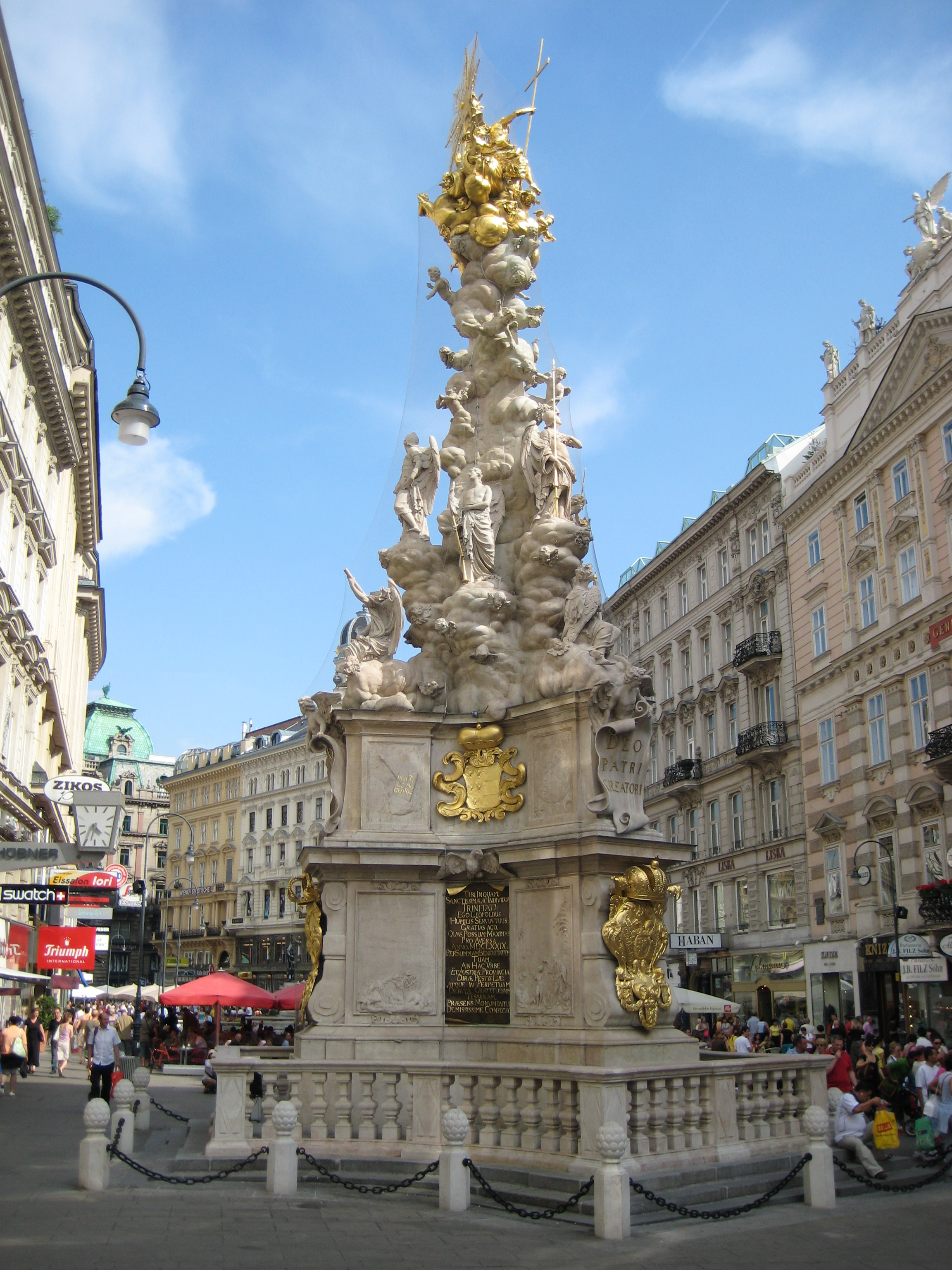
Чумний стовп у Відні. Подібні пам'ятники ставили над чумними ровами — спільними могилами для померлих від Чорної смерті.

Маючи цілком одностайну думку стосовно питання, що «Чорна смерть» не була чумою, «заперечники» різко розходились у думках щодо того, яке захворювання запропонувати замість неї як причину пандемії. Так, основоположник нового погляду на проблему Чорної смерті Грем Твігг покладав відповідальність за пандемію на бацилу сибірки: хоча при сибірці не розвиваються бубони. Ще одна проблема полягала у тому, що на відміну від чуми, не існувало документально засвідчених випадків великих епідемій сибірки.
Дункан і Скотт пропонували на місце інфекційного агента деякий вірус, близький геморагічної гарячки Ебола, симптоматика якої дійсно у чомусь подібна з легеневою чумою, причому, доводячи свою теорію до логічного завершення, припустили, що всі пандемії так званої чуми, від 549 року н. е., спричинив саме він.
Щонайдалі пішов професор Кон, який назвав причиною Чорної смерті певне таємниче «захворювання X», яке до нашого часу встигло безслідно зникнути.
Але «традиціоналістам» вдалось знайти доводи проти кожного твердження опонентів.
Так, на питання щодо різниці симптомів відзначалось, що середньовічні хроніки часом суперечать не тільки описам XIX століття, але й одна одній, що не дивно в умовах, коли ще не були вироблені єдиний метод діагностики і єдина мова для складання історії хвороби. Так, «бубон» у одного автора міг описуватись як «фурункул» у іншого, крім того, частина цих описів має художній, а не документальний характер, як наприклад, класичний опис флорентійської чуми, складений Джованні Бокаччо. Також відомі випадки, коли опис сучасних для автора подій підганявся під зразок, викладений якимось авторитетом; так, припускають, що П'яцца у своєму описі чуми в Сицилії більш ніж старанно наслідував Фукідіда.
Різницю у кількості жертв легко пояснити, якщо згадати про антисанітарію, що панувала у середньовічних містах і селах; крім того, варто пам'ятати, що чума прийшла через відносно короткий час після «Великого голоду 1315—1317 років», коли в Європі тільки но перестали відчуватися наслідки недоїдання. Що стосується пацюків, відзначають, що нарівні з пацючою блохою поширювачем хвороби, хоча й менш ефективним, є блохи, які паразитують на людях, котах, собаках. Браку таких бліх у Середньовіччі не було. Цим же знімається питання про клімат. Швидкість поширення хвороби у новітній час гальмувалась ефективними заходами профілактики і численними карантинами, в той час як у Середньовіччі нічого подібного ще не було.
Крім того, була висунута гіпотеза, що занесення до Європи монгольської чуми проходило у два етапи — через Мессіну і через Марсель, причому у першому випадку це була «ховрашкова», у другому — «пацюча» чума, які між собою дещо відмінні. Михайло Супотницький відзначає, що у часи, коли медицина ще перебувала у зародковому стані, з чумою плутали іноді випадки зовнішньо схожих з її симптоматикою захворювань, таких як малярія, тиф тощо.
Група французьких науковців під керівництвом Дідьє Рауля наприкінці 1990-х років провела дослідження останків жертв хвороби, взятих з двох «чумних ровів» у Південній Франції, один з яких датується 1348—1350 роками, інший — більш пізнім періодом. В обох випадках була знайдена ДНК бактерії Y. pestis, яка натомість відсутня у зразках останків людей того ж часу, які померли з інших причин. Результати були підтверджені ще в декількох лабораторіях в декількох країнах. Таким чином, на думку Дідьє Рауля, у дискусії про етіологію «Чорної смерті» можна поставити крапку — її винуватицею, без сумніву, була бактерія Y. pestis.
У результаті дослідження, опублікованого в журналі «Nature», було доведено, що сучасні штами мають геном, на 99 % ідентичний знайденому у померлих від «Чорної смерті», і однаковий рівень вірулентності.

## Відомі жертви Чорної смерті
| Ім'я                     | Професія чи титул                               | Країна народження        | Рік смерті |
| ------------------------ | ----------------------------------------------- | ------------------------ | ---------- |
| Альфонсо XI Справедливий | король Кастилії                                 | Кастилія                 | 1350       |
| Джованні д'Андреа        | легіст, знавець канонічного права               | Болонья                  | 1348       |
| Іоанн Ангел              | севастократор                                   | Візантія                 | 1348       |
| Андронік Кантакузін      | спадкоємець візантійського престолу             | Візантія                 | 1347       |
| Бонна Люксембурзька      | дофіна Франції                                  | Богемія                  | 1348       |
| Томас Брадвардін         | Архієпископ Кентерберійський                    | Англія                   | 1349       |
| Фульк де Канак           | єпископ паризький                               | Франція                  | 1349       |
| Жан де Пре               | єпископ Турне                                   | Франція                  | 1349       |
| Джоанна Англійська       | англійська принцеса                             | Англія                   | 1348       |
| Жанна Бургундська        | французька королева                             | Бургундія                | 1348       |
| Джованні Рандаццо        | герцог Рандаццо, Афін і Неопатрії               | Сицилія                  | 1348       |
| Амброджо Лоренцетті      | живописець                                      | Сієна                    | 1348       |
| П'єтро Лоренцетті        | живописець                                      | Сієна                    | 1348       |
| Андреа Пізано            | архітектор, скульптор                           | Понтедера                | 1348       |
| Герардус Одоніс          | патріарх Сицилії                                | Франція                  | 1348       |
| Елеонора Португальська   | королева Арагону                                | Португалія               | 1348       |
| Джон Оффорд              | лорд-канцлер                                    | Англія                   | 1349       |
| Джованні Віллані         | хроніст, історик                                | Флоренція                | 1348       |
| Маргарет Вейк            | графиня Кентська                                | Англія                   | 1349       |
| Симеон Іванович Гордий   | князь Московський, Великий князь Володимирський | Московське князівство    | 1353       |
| Гюнтер фон Шварцбург     | антикороль Німеччини                            | Священна Римська імперія | 1353       |

## Наслідки
«Чорна смерть» мала значні демографічні, соціальні, економічні, культурні та релігійні наслідки, і навіть вплинула на генетичний склад населення Європи, змінивши співвідношення груп крові в зачеплених пандемією популяціях. Явно зменшилась там кількість людей з 0 (І) групою крові, люди з якою частіше і тяжче хворіли на чуму. Якщо говорити про східні країни, наслідки пандемії чуми серйозно позначились на Золотій Орді, де різке скорочення населення призвело серед іншого до політичної нестабільності, а також технологічного і культурного регресу.
За оцінками Вільяма Нейфі та Ендрю Спайсера, демографічна ситуація в Європі остаточно стабілізувалась лише на початок XIX століття — таким чином, наслідки «Чорної смерті» були відчутними протягом наступних 400 років. Велика кількість сіл опустіла після смерті чи втечі жителів, зменшилось й міське населення. Запустіла частина сільськогосподарських угідь, доходило навіть до того, що вовки, які стрімко розплодились, почали зустрічатись навіть у передмісті Парижа.
Пандемія призвела до того, що через різке зменшення кількості населення похитнулись традиції, які раніше видавались непорушними, і феодальні відносини дали свою першу тріщину. Багато цехів, які раніше були практично закритими і де ремесло передавалось від батька до сина, почали приймати до себе нових людей. Подібним чином було змушене поповнювати свої ряди духівництво, а також лікарський стан; через брак чоловіків до сфери виробництва почали залучатись жінки.
Період після чумної пандемії став часом нових ідей і пробудження середньовічної свідомості. Перед лицем страшної небезпеки після вікової сплячки прокинулась медицина, яка відтепер вступила у новий етап розвитку. Крім того, брак робочих рук дозволяв поденникам, наймитам і різній челяді торгуватися зі своїми роботодавцями, вимагаючи для себе кращих умов праці й вищої оплати. Ті, хто залишився у живих, часто опинялися в становищі заможних спадкоємців, отримуючи землі і доходи від родичів, що померли під час великої епідемії. Нижчі класи не гаючись скористались цією ситуацією, щоб домогтись для себе вищого положення і влади. Флорентієць Маттео Віллані гірко жалівся:
Простолюд тепер вимагає для себе найдорожчих і вишуканих страв, їхні жінки і діти вихваляються розкішним вбранням, яке раніше належало тим, хто назавжди залишив цей світ. (…) У теперішній час жіноча прислуга, недосвідчена і ненавчена, і разом з нею хлопчаки-конюші вимагають для себе, щонайменше, 12 флоринів на рік, а найнахабніші й 18, і навіть 24, те ж стосується няньок і дрібних ремісників, які заробляють на життя своїми руками, яким подавай тепер утричі більше ніж зазвичай, і так само робітники на полях, яких належить тепер забезпечувати запряжкою волів і зерном для посіву, а працювати вони хочуть суто на кращих землях, закинувши інші.
У сільському господарстві через брак робочих рук почала змінюватись структура виробництва, поля зернових все частіше перетворювали на пасовиська, де один-два пастухи могли управлятися з великими стадами корів і овець. У містах дорожнеча ручної праці мала наслідком зростання числа спроб механізувати виробництво, ці спроби дали свої плоди у пізніші часи. Впали ціна на землю і орендна плата, знизився лихварський процент.
Водночас друга половина XIV століття характеризувалась чималою інфляцією і високими цінами на харчові продукти (особливо на хліб, оскільки зі зменшенням кількості робітників у сільському господарстві зменшилось й виробництво). Вищі верстви відчуваючи, що влада вислизає з рук, намагались перейти у наступ, так, у 1351 році Парламент Королівства Англія прийняв Статут про робітників, який забороняв платити найманим робітникам більше, ніж це було до пандемії. Зростали податки, крім того, у намаганнях втримати і зробити непорушною межу між станами, яка дедалі більше розмивалась після пандемії, приймали «закони про розкіш». Так, залежно від становища на ієрархічній драбині обмежували кількість коней в запряжці, довжина жіночих шлейфів, кількість страв на столі й навіть кількість плакальників на похоронах — але всі спроби домогтись, щоб подібні закони виконували у реальності, залишались марними.

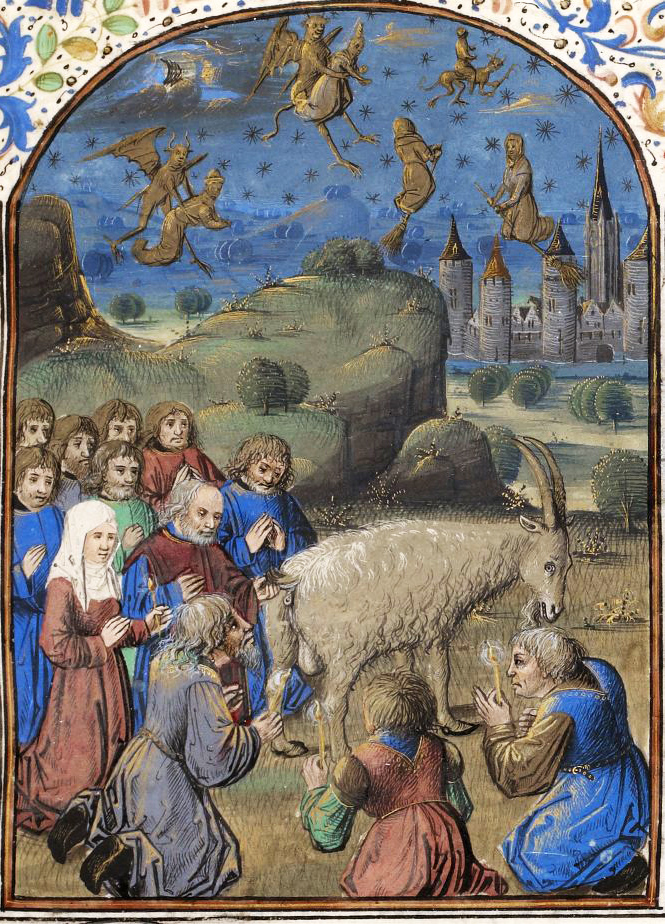
Єретики вклоняються Дияволу у подобі козла, повз пролітають відьми на сатанинський шабаш. Мініатюра XV століття.

У відповідь на спроби обмежити здобуті настільки великою ціною права, нижчі верстви відповіли озброєними повстаннями — по всій Європі прокотилися бунти проти податкових відомств і проти урядів, хоча вони були жорстко придушені, все ж, надовго обмежили зазіхання вищих верств і призвели до швидкого зникнення панщинних повинностей і масового переходу від феодальних до орендних відносин у панському господарстві. Зростання свідомості третього стану, яке почалось під час другої пандемії, вже не зупинялось і знайшло нове вираження у часи соціальних революцій.
У духовній царині влада церкви над свідомістю, майже безмовна у минулі часи, також значно похитнулась; звинувачення у жадібності та симонії, видима безпорадність церковників у боротьбі проти чуми значно послабили владу церкви і збудили розум для філософії майбутнього — на зміну єретичним сектам часів другої пандемії прийшли лолларди, гусити, послідовники Джона Вікліфа і нарешті — Реформація. З іншого боку, кількість священників і монахів скоротилась мало не на 40 %, пустувала велика кількість церков. Намагаючись заповнити цей пробіл, вище духівництво було вимушене знижувати вимогу до кандидатів, призначати на місцях молодший ніж зазвичай і недостатньо освічений контингент. Через пандемію рівень освіти духівництва, який був достатньо високим до неї, різко пішов на спад. Ожили старовинні повір'я, які раніше церква забороняла, віра у замовляння, втручання диявола у повсякденне життя і відьмацькі чари. Варто нагадати, що саме поняття шабаш остаточно закріпилось у свідомості середньовічної людини в роки «Чорної смерті».
Протягом наступних декількох століть чума вже не залишала європейський континент, аж до XV століття епідемії спалахували то тут, то там кожні 6-12 років, а іноді й частіше. Так «друга чума» (лат. pestis secunda) у 1361 році в Англії забрала до 20 % населення. 1363 року у Франції з'явилась «гора чума», яка вдарила по районах, які раніше оминула Чорна смерть. Англійська епідемія 1369—1371 років згубила 10-15 % тих, хто залишився. 1369 року в Англії спалахнула «третя чума» (лат. pestis tercia) — загалом після завершення «Чорної смерті» і до кінця XIV століття страшна хвороба відвідала острови шість разів.
Між 1536 і 1670 роками частота епідемій знизилась до однієї на кожні 15 років. Лише у Франції за 70 років (1600—1670 рр.) епідемії чуми забрали близько 2 мільйонів життів, з них 35 тисяч припало на «Велику чуму в Ліоні» 1629—1632 років. Крім вже перерахованих, серед пізніх епідемій відомі: італійська епідемія 1629—1631 років, «Велика епідемія Лондона» (1665—1666 роки), «Велика епідемія Відня» (1679 рік), «Велика епідемія Марселя» (1720—1722 роки) і чума в Москві 1771 року.
Внаслідок «Чорної смерті» населення Європи скоротилося на 30 — 60 %, тобто популяція була відкинута на 100—150 років — до рівня початку XIII століття. Однак слід враховувати, що різні країни та частини Європи зазнали різних втрат — були регіони які втратили половину чи навіть більшу частину населення. Наприклад в Норвегії від чуми вимерло близько 3/4 населення і майже уся знать, що призвело врешті-решт до втрати країною незалежності.

## «Чорна смерть» у мистецтві

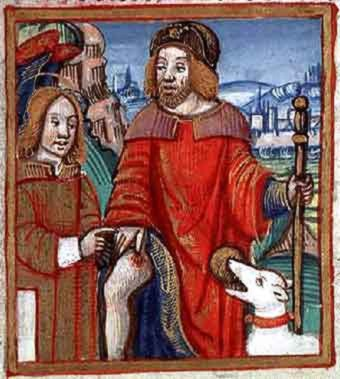
Святий Рох. Середньовічна мініатюра

На ментальність середньовічної людини чума, яка знищувала без розбору молодих і здорових людей, смерть незрозуміла, непередбачувана, справляла подвійне враження.
Перший підхід, цілком прогнозовано релігійний, тлумачив чуму як покарання людству за гріхи, причому надати допомогу людству могли лише заступництво святих і зменшення Божого гніву молитвами і катуваннями плоті. У свідомості мас пандемія набувала вигляду «стріл», які розлючений Бог кидає в людей — цей сюжет після чумної епідемії з'явився у мистецтві, зокрема на панно церковного вівтаря у Ґетінґені, Німеччина (1424 рік) Бог карає людей стрілами, сімнадцять з яких потрапили у ціль. На фресці Беноццо Гоццолі в Сан-Джиміньяно, Італія (1464 рік) зображений Бог-отець, що посилає отруйну стрілу на місто. Ж. Делюмо відзначив, що стріли чуми зображені на поховальній стелі у Мосбурзі (церква Св. Кастулуса, 1515 рік), в соборі Мюнстера, на полотні Паоло Веронезе в Руані, у церкві Ландо-ам-дер-Ізар.
У пошуках захисту від Божого гніву, віряни цілком традиційно шукали заступництва святих, створюючи нову традицію, оскільки чума не бувала на європейському континенті з часів Юстиніанової пандемії, і тому раніше це питання не поставало. Одним з захисників від епідемій чуми був обраний Святий Севастіан, якого традиційно зображали пронизаним стрілами. Крім того, поширеним стало зображення Святого Роха, який вказує на розкритий чумний бубон на своєму лівому стегні. Варто зазначити, що із другим святим ясності немає: традиційно його смерть відносять до 1327 р., коли чуми в Європі ще не було — з чим іконографія заходить в суперечність. Для її подолання пропонують дві гіпотези. Перша полягає у тому, що виразка на стегні у святого є певним наривом чи фурункулом, який вже пізніше за асоціацією ототожнили з чумним бубоном. Друга передбачає, що житіє св. Роха відноситься саме до часу «Чорної смерті» і помер він від чуми, віддано доглядаючи хворих, тоді як у пізніші джерела закралась помилка. І насамкінець, заступницею грішних вважалась Свята Діва, яку також на знак скорботи було заведено зображати з серцем, простромленим стрілами і списами. Зображення подібного типу стали поширюватись під час і після пандемії, часом вони поєднувались із зображеннями розлюченого божества — зокрема на панно ґетінґенського вівтаря частина грішників ховається від Божих стріл під покровом Богородиці.
«Чорна смерть» справила негативний вплив на розвиток науки, мистецтва, загальмувала прогрес людства. Досить сказати, що попередні пандемії неврожаї, лиха й сама чума призвели до того, що в Італії, «промені світла—Ренесансу» у похмурій середньовічній Європі з 1350 по 1368 рр. не було створено практично жодного значного твору живопису чи скульптури, архітектурної споруди. Останній значний «дочумний» твір — фреска Сієнського собору мала символічну назву «Плоди Доброго правління». Вона була написана загиблим згодом від «Чорної смерті» художником А. Лоренцетті у 1340 році. А після пандемії настала стагнація. І тільки похмуре висновок пандемії — фреска «Тріумф смерті», створена в Пізі у 1350 р. невідомим художником, названим тому Майстром «Тріумфу смерті». Трагічна центральна фігура відлюдника, що тягнеться з палицею на гору — єдиного, хто вижив після пандемії чуми в околицях Флоренції.

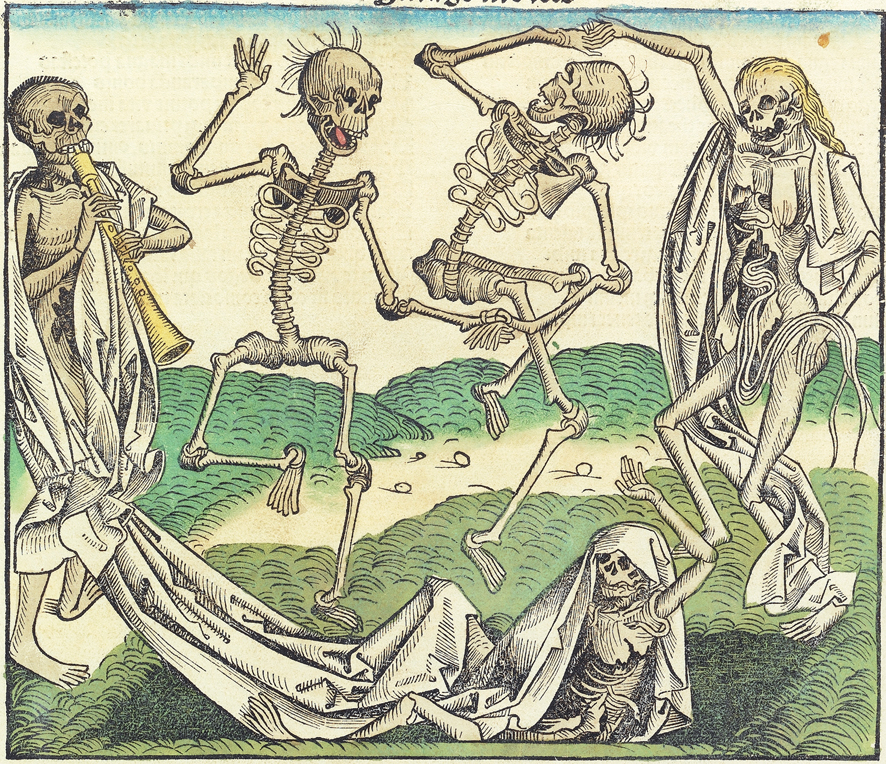
«Танок Смерті», «Нюрнберзькі хроніки», 1493 рік

Одним з відомих сюжетів є «Танок Смерті» (La Danse Macabre) із зображенням фігур скелетів у танку. Гравюра Ганса Гольбайна Молодшого витримала 88 перевидань з 1830 по 1844 рік. Поширений сюжет, де чума змальовується гнівом Бога, який вражає грішників стрілами. На картині Пітера Брейгеля Старшого «Тріумф смерті» зображені скелети, які вбивають все живе, символізуючи чуму. І взагалі вся творчість після пандемії пронизана культом «Танцю смерті». В одній тільки бібліотеці Дюссельдорфского університету зберігається понад 2,5 тисяч творів Середньовіччя, присвячених неминучості смерті й «поетизації» її процесу.
Флорентійська чума стала тлом, на якому розгортається дія знаменитого «Декамерону» Джованні Боккаччо. про чуму писав Франческо Петрарка у своїх славетних віршах до Лаури, яка померла під час епідемії в Авіньйоні. Трубадур Пейре Люнель де Монтеш описав чумну епідемію в Тулузі в циклі журних сірвент під назвою «Людям немає чого дивитися» (Meravilhar no·s devo pas las gens).
Припускають також, що часом «Чорної смерті» датується відома в Англії пісня—лічилка «Ring a Ring o' Roses» («На шиї вінки з троянд, Букетиків повні кишені, Апчхи-апчхи! Всі падають на землю») — хоча таке трактування видається спірним.
Також існують гіпотези, які пов'язують з «Чорною смертю» відомий казковий сюжет про Гамельнського флейтиста: на місто нападає юрба пацюків, містяни шукають порятунку, і до них приходить щуролов, який виводить пацюків з міста за допомогою чарівної флейти і топить їх у ріці, а коли містяни відмовляються винагородити його за послугу, тим самим способом і шляхом він виводить з міста і дітей. Так, згідно з однією з інтерпретацій, діти, збираючи шляхом дохлих пацюків, захворюють на чуму і помирають. Однак цю здогадку складно прийняти через розбіжність у датах — відповідно до гамельнської хроніки, флейтист вивів дітей (пацюки у цьому першому варіанті ще не згадуються) у 1284 році, тобто за понад п'ятдесят років до епідемії. Замість «Чорної смерті» для пояснення того, що відбулось, дослідниками пропонується хореоманія, появу якої дійсно фіксували задовго до пандемії, або прозаїчніша причина — заманювання дітей на солдатську службу (а згідно з літописом вони були у віці 12 років — цілком сформовані для такого ремесла за мірками того часу) або викрадення у рабство.
У XX — на початку XXI століть «Чорна смерть» привернула увагу кінематографістів і стала тлом, на якому розгортається дія фільмів «Плоть і кров» — 1985 рік, режисера Пола Верховена, «Чорна смерть» — 2010 рік, режисера Крістофера Сміта, «Час відьом» — 2011 рік, режисера Домініка Сени і «Гамнет» — 2025 рік, режисерки Хлої Чжао.